# Libertador

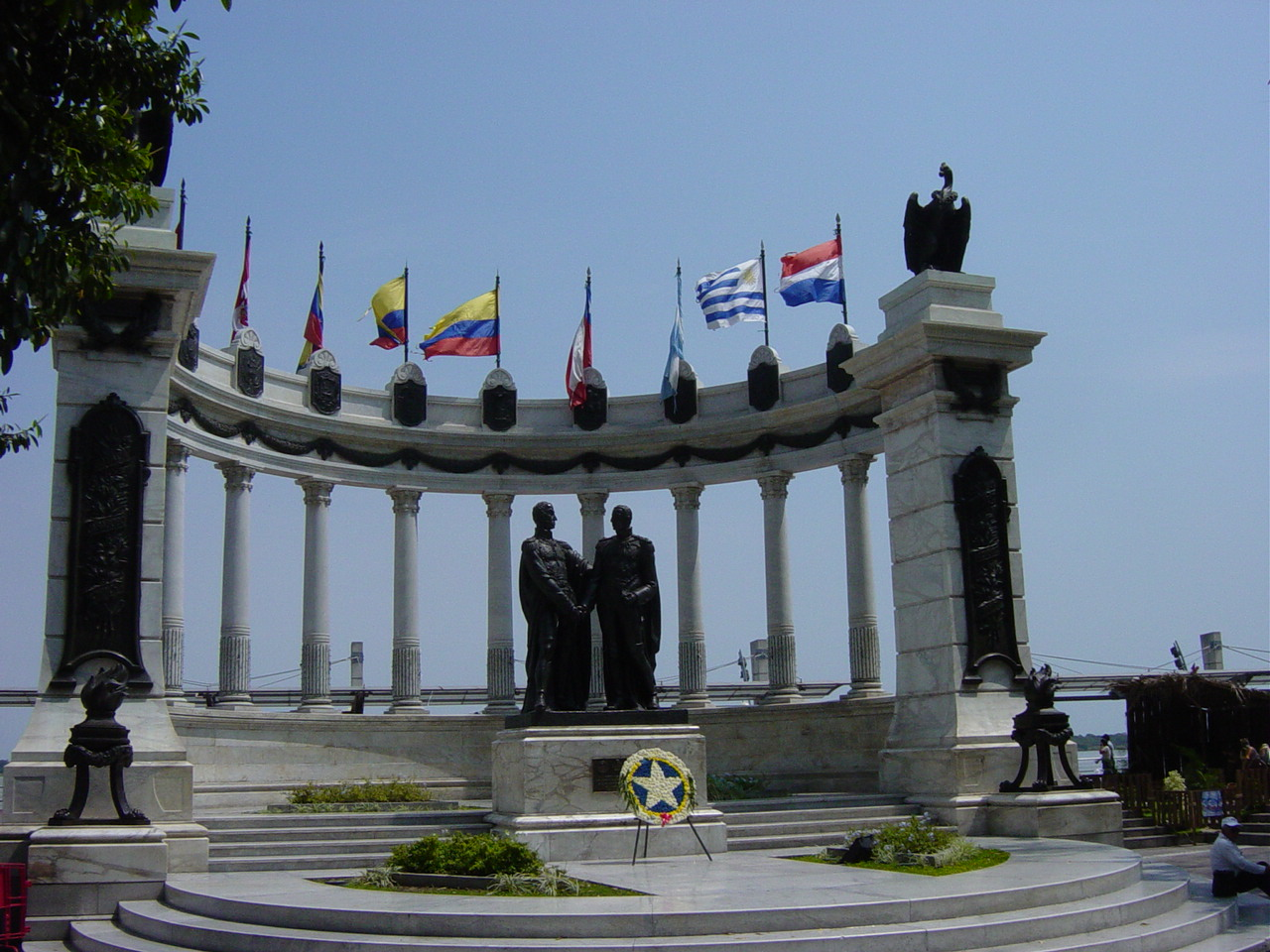
Hemiciclo de la rotonda con el monumento a los libertadores Bolívar y San Martín en la ciudad de Guayaquil (Ecuador).

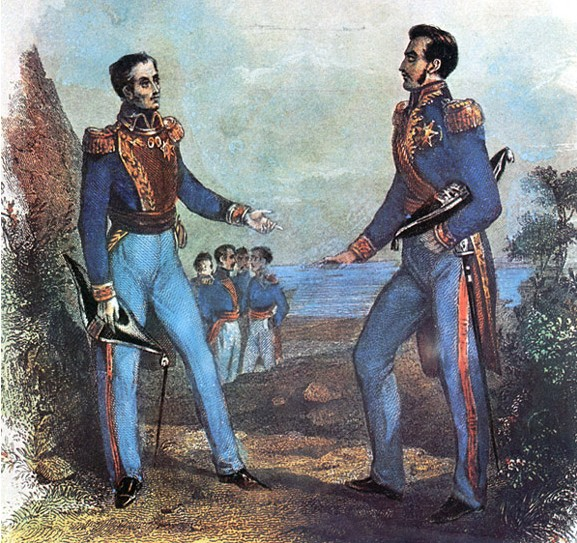
Encuentro de Simón Bolívar y José de San Martín en Guayaquil.

«Libertador» es el título con el que se conoce en América Latina a los principales líderes militares de las guerras de independencia de Hispanoamérica y del Brasil, considerados, también, «padres de la patria» de las nuevas naciones. No existe un listado exhaustivo de los mismos, ya que cada nación americana tiene sus propios héroes y los considera libertadores, y algunos autores suelen incluir entre ellos incluso a militares extranjeros, como Thomas Cochrane.
La mayoría de ellos fueron criollos o mestizos, pero también los hubo indígenas y afroamericanos, todos ellos con ideas republicanas o monárquicas y partidarios de los derechos del hombre. En el siglo XXI, como resultado de las luchas sociales y la emergencia del feminismo, se ha reivindicado a numerosas mujeres como «Libertadoras», una de ellas es Juana Azurduy, nombrada Libertadora de Bolivia en 2009.
Los libertadores más importantes de los virreinatos españoles de América del Sur fueron Simón Bolívar y José de San Martín quienes se reunieron en la célebre entrevista en Guayaquil en 1822, tras la cual San Martín se retiró de Perú. Ambos jugaron un papel decisivo en la liberación del subcontinente organizando cada uno un ejército en el norte y en el sur y confluyendo sobre Perú, centro del poder español. Junto a ellos destacaron José Gervasio Artigas, considerado libertador de la República Oriental del Uruguay, José Miguel Carrera y Bernardo O'Higgins
, quienes fueron libertadores y Padres de la Patria de Chile y O'Higgins fue el compañero chileno de San Martín y Antonio José de Sucre, camarada de Bolívar y considerado padre de la Patria en Bolivia.
Francisco de Miranda por sus acciones en favor de la libertad del continente es conocido como el Precursor de la Independencia, a veces abreviado simplemente como El Precursor.
A Santiago Mariño se le otorgó el título de Libertador de Oriente, por haber liderado la campaña que liberó al oriente venezolano del imperio español en 1813.
En la República Dominicana el libertador es Pedro Santana, sin embargo se honra como tal a Juan Pablo Duarte, uno de los Padres de la Patria de la República Dominicana.
En el Brasil, el erudito José Bonifácio es conocido como el "Patriarca de la Independencia" (Patriarca da Independência) mientras que el emperador Pedro I ha sido llamado "Libertador del Brasil".
En Paraguay son conocidos como próceres de la independencia, Pedro Juan Caballero, Fulgencio Yegros, José Gaspar Rodríguez de Francia, Fernando de la Mora, entre otros.
México cuenta como tal a José María Morelos, Miguel Hidalgo y Agustín de Iturbide, jefe del Ejército Trigarante, mientras que en Cuba se honra a José Martí.
En Perú se emplean los términos «próceres» y «precursores». El primer término se refiere a los participantes en la independencia (como Túpac Amaru II) y el segundo a los intelectuales (como José Baquíjano).
En Costa Rica el presidente Juan Rafael Mora Porras fue declarado por la Asamblea Legislativa "héroe y libertador" nacional.

## Simón Bolívar

### Origen del nombramiento

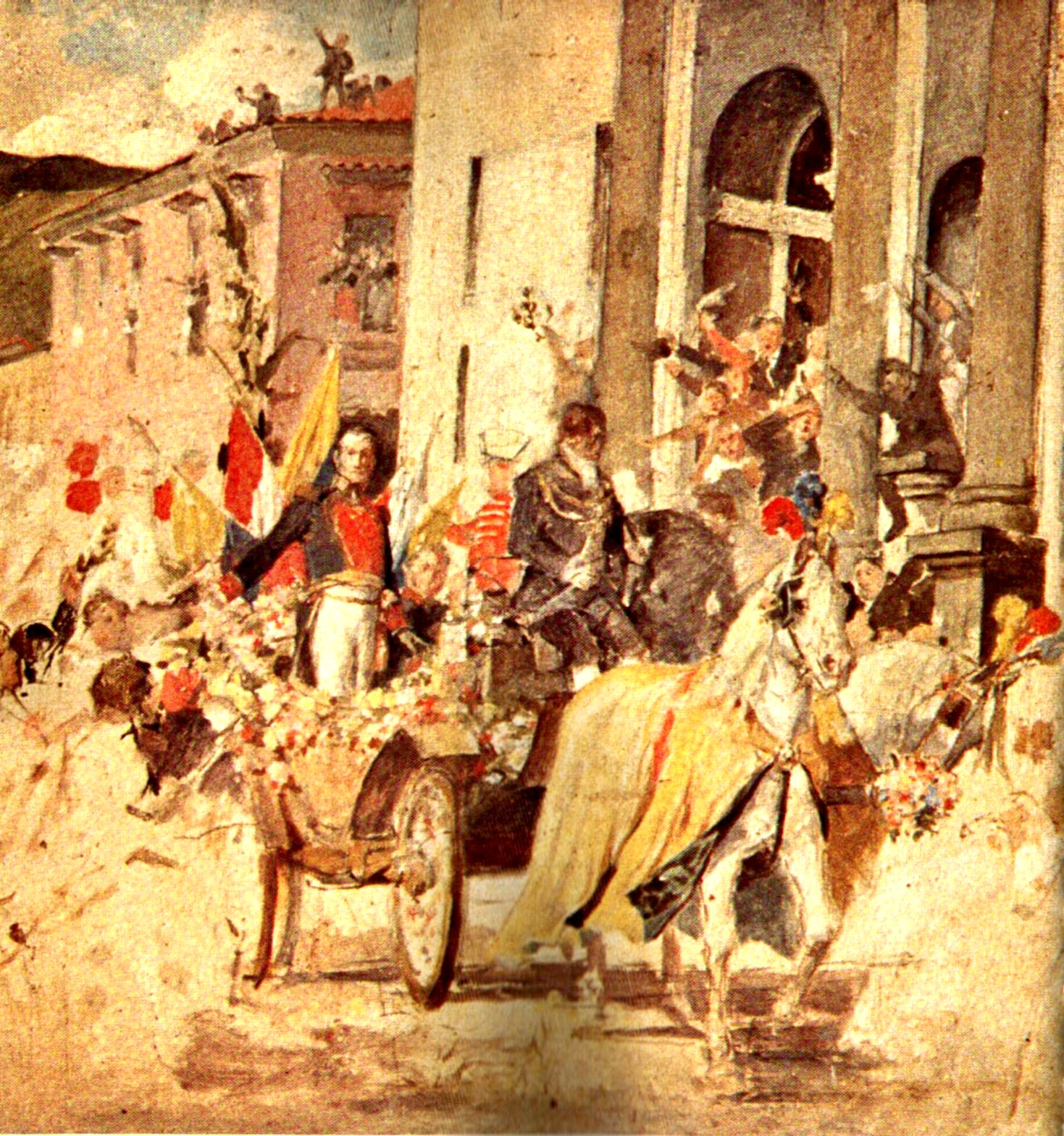
Llegada de Simón Bolívar al templo de San Francisco en 1813.

El 14 de octubre de 1813, el Cabildo Municipal de Caracas acordó conferirle por escrito a Simón Bolívar el título de Libertador de Venezuela, "para que use de él como un don que consagra la patria agradecida a un hijo tan benemérito". Se discute si esto fue meramente una ratificación de una proclamación popular anterior en el Cabildo de Mérida.
Sin embargo, para algunos historiadores, el primer pueblo en proclamar en viva voz a Bolívar como "Libertador" fue en la Villa de Bailadores, durante su reccorrido por los Andes en la Campaña Admirable, recibiéndolo con dicho trato. Sin embargo, no se otorgó un título en físico en ese momento, quedando como evidencia relatos de escribanos y en la tradición oral de los habitantes.

### Uso
En 1821, en el Congreso de Cúcuta Bolívar cuestionó el título otorgado con estas palabras:

"Un hombre como yo, es un ciudadano peligroso en un gobierno popular; es una amenaza inmediata a la soberanía nacional. Yo quiero ser ciudadano, para ser libre y para que todos lo sean. Prefiero el título de ciudadano al de Libertador, porque éste emana de la guerra, aquél emana de las leyes. Cambiadme, señor, todos mis dictados por el de buen ciudadano".
Simón Bolívar, Discurso al congreso de Cúcuta

Más tarde, sin embargo, en su carta al presidente Páez, Bolívar reivindicó el título de Libertador: 

"El gobierno republicano se había desacreditado y abatido hasta entrar en un abismo de execración. Los monstruos que dirigían la Francia eran igualmente crueles e ineptos. Napoleón era grande y único, y además sumamente ambicioso. Aquí no hay nada de eso. Yo no soy Napoleón ni quiero serlo; tampoco quiero imitar a César, aún menos a Iturbide. Tales ejemplos me parecen indignos de gloria. El título de Libertador es superior a todos los que ha recibido el orgullo humano. Por tanto es imposible degradarlo".
Carta del Libertador Simón Bolívar al General José Antonio Páez, el 6 de marzo de 1826.

## José de San Martín

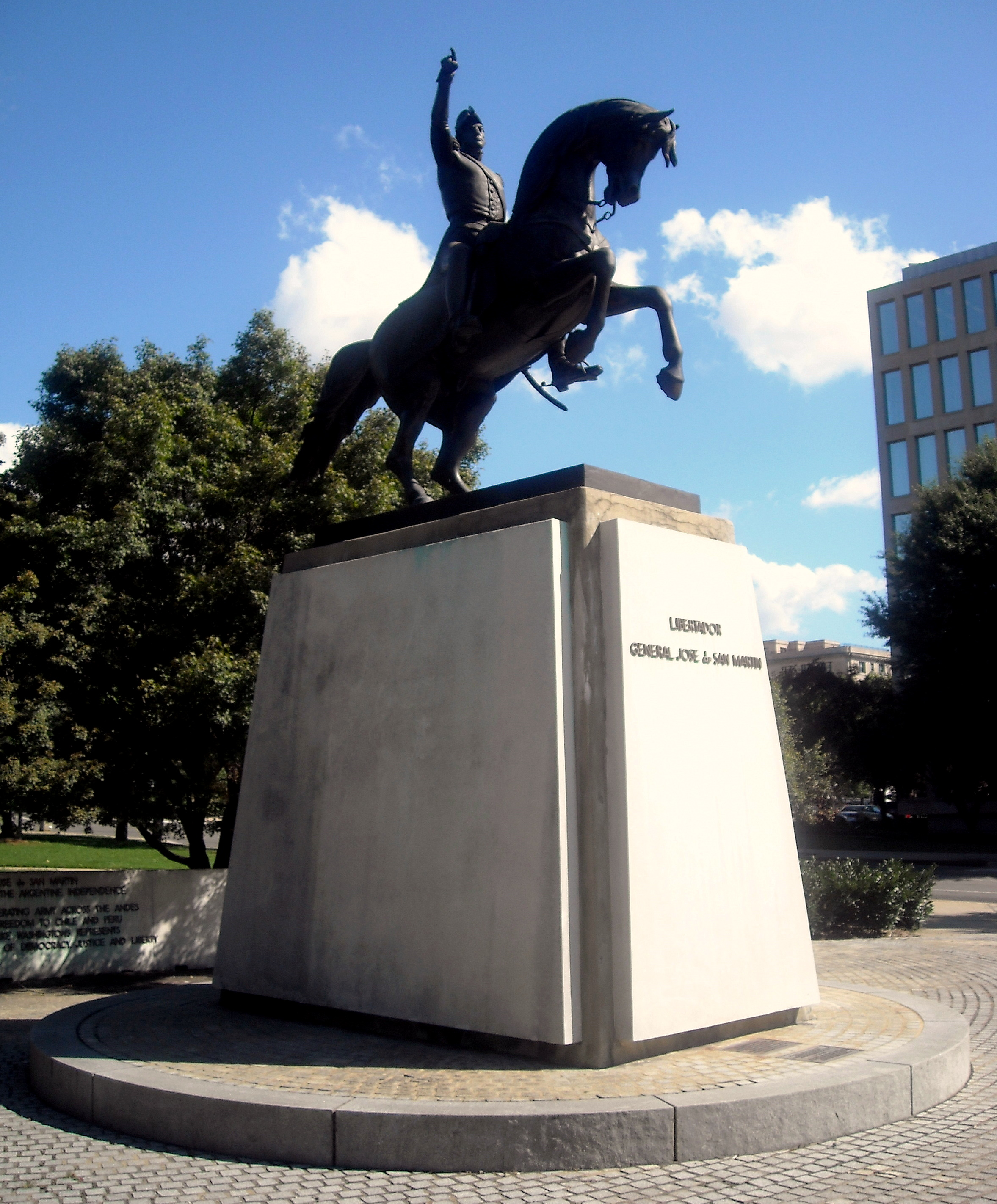
Monumento de José de San Martín en Washington, Estados Unidos.

### Origen del nombramiento
Al regresar de la entrevista de Guayaquil, el general San Martín convocó al Congreso Nacional en Lima y ante él renunció a sus poderes como Protector (septiembre de 1822). En el discurso ante el mismo indicó que: «Desde este momento queda instalado el congreso soberano y el pueblo reasume el poder supremo en todas sus partes». Acto seguido, abandonó la sala de sesiones y se trasladó a su quinta de La Magdalena, antes de emprender su retorno a Chile, como tenía proyectado. En dicha quinta lo visitó una comisión de diputados quienes le ofrecieron el título de «Generalísimo y Fundador de la libertad del Perú», el cual San Martín aceptó como distinción honorífica,
Poco después, San Martín regresó a las Provincias Unidas su país natal, desde donde partió al exilio. Si bien reconocido como jefe militar, no fue hasta mediados del siglo XIX, en especial después de su muerte, cuando se reconoció su aporte fundamental a la independencia argentina y al proceso de liberación sudamericana. La obra histórica de Mitre, en especial la biografía Historia de San Martín y de la Emancipación Sud-americana, lo destacó como el más importante jefe militar de la independencia y desde el prólogo lo menciona como «uno de los grandes Libertadores» de América del Sur.

### Uso
A partir de la repatriación de los restos de San Martín (1880), su figura se convirtió en la más importante de la historia argentina. En las celebraciones del Centenario, fue honrado como «Padre de la Patria» y después de la década de 1930, el Ejército Argentino lo ponderó como un modelo de militar, patriota y ciudadano; se introdujo la conmemoración del 17 de agosto (fecha de su fallecimiento) y se creó el Instituto Nacional Sanmartiniano. Más tarde la Academia Nacional de la Historia publicó la «Historia de la Nación Argentina», donde se exaltaba la figura de San Martín por encima de sus contemporáneos, destacándose su negativa a participar de la Guerra Civil Argentina, su abstención política y su austeridad, incluso contraponiéndolo a Bolívar. El año 1950 fue denominado «Año del Libertador General San Martín» por el presidente Juan Domingo Perón, al cual sus partidarios consideraban el continuador de la obra de San Martín. Los opositores al peronismo también reivindicaban la figura sanmartiniana, haciendo énfasis en su rechazo a los honores. La principal característica de la figura de San Martín como Libertador en Argentina, es que se trata de un personaje histórico central que confiere legitimidad al discurso político y social.

## Algunos Libertadores

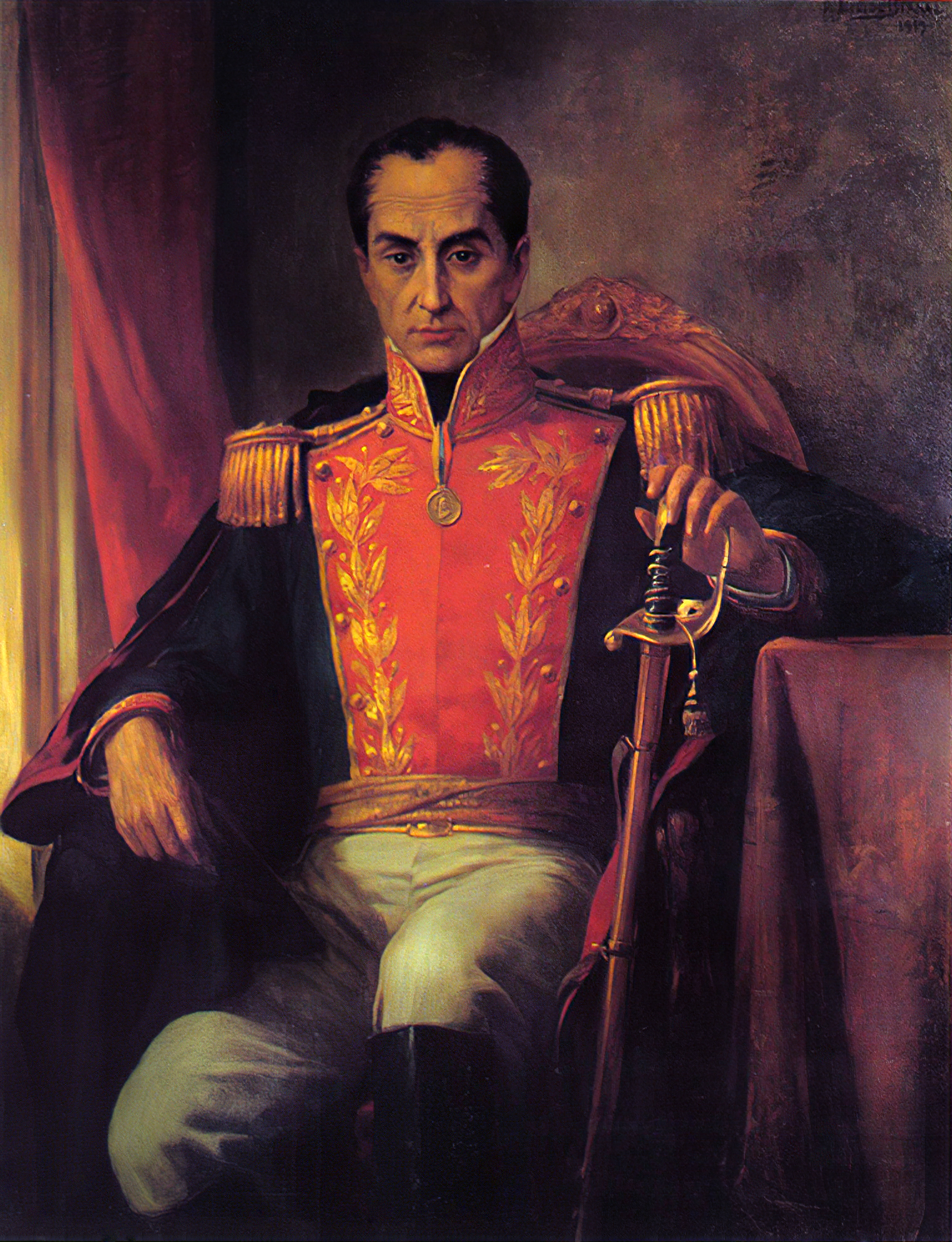
Simón Bolívar
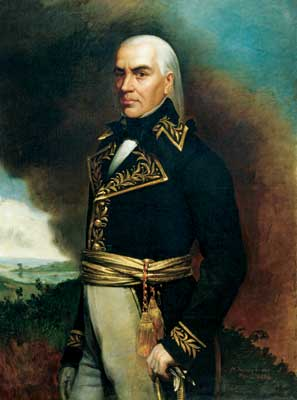
Francisco de Miranda
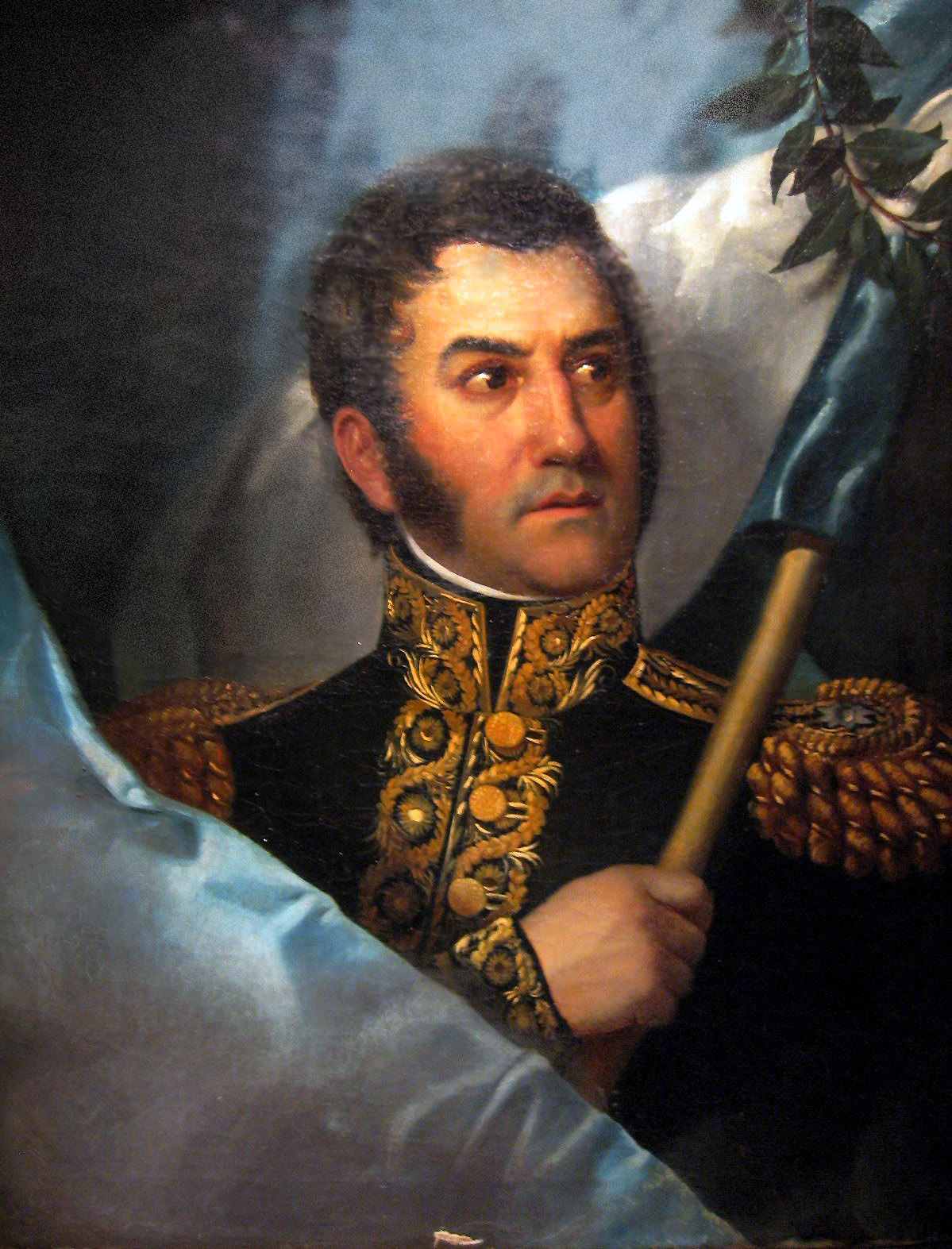
José de San Martín
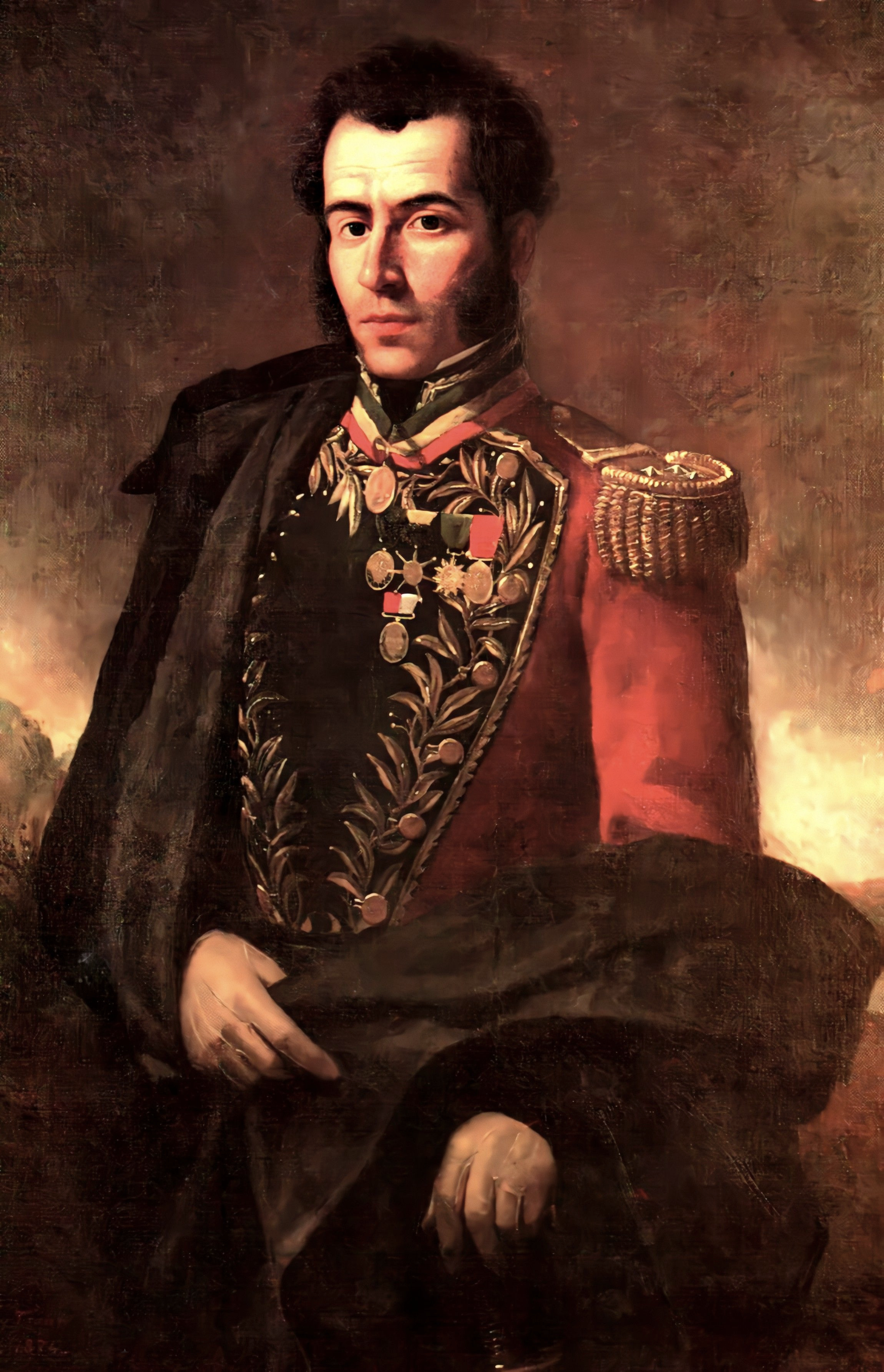
Antonio José de Sucre
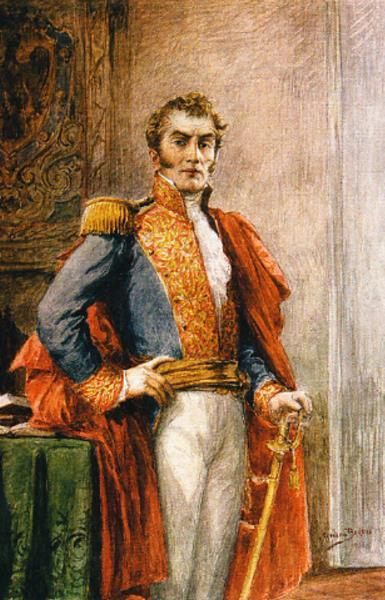
Antonio Nariño
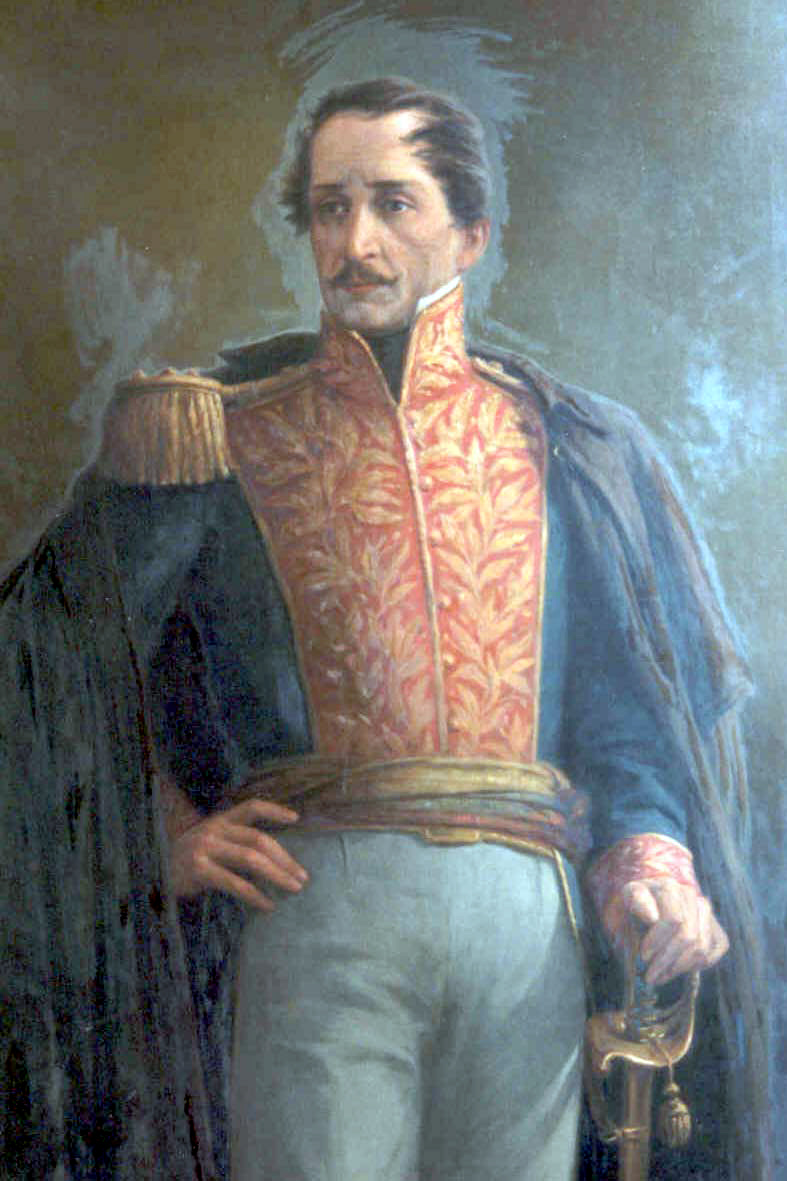
Francisco de Paula Santander
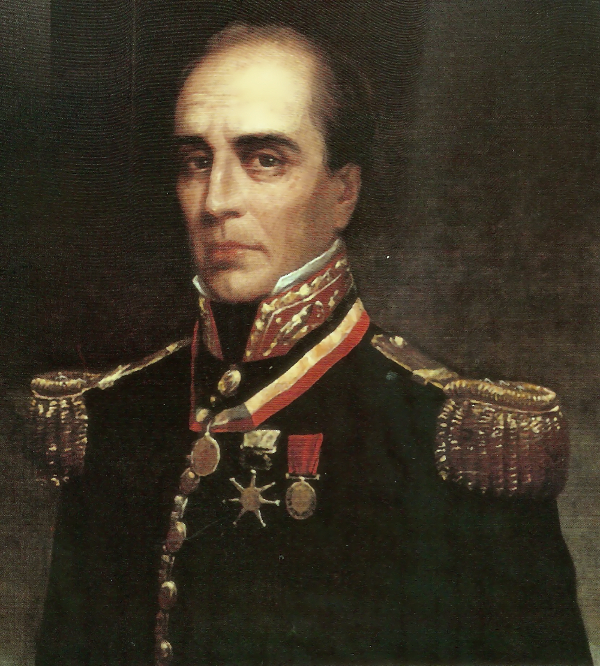
Rafael Urdaneta
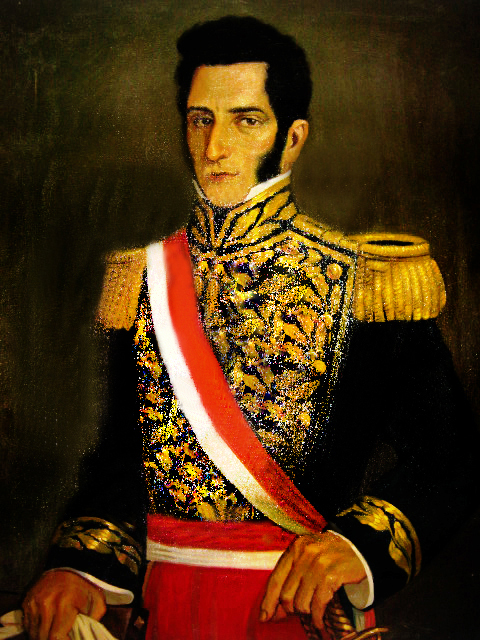
José de La Mar
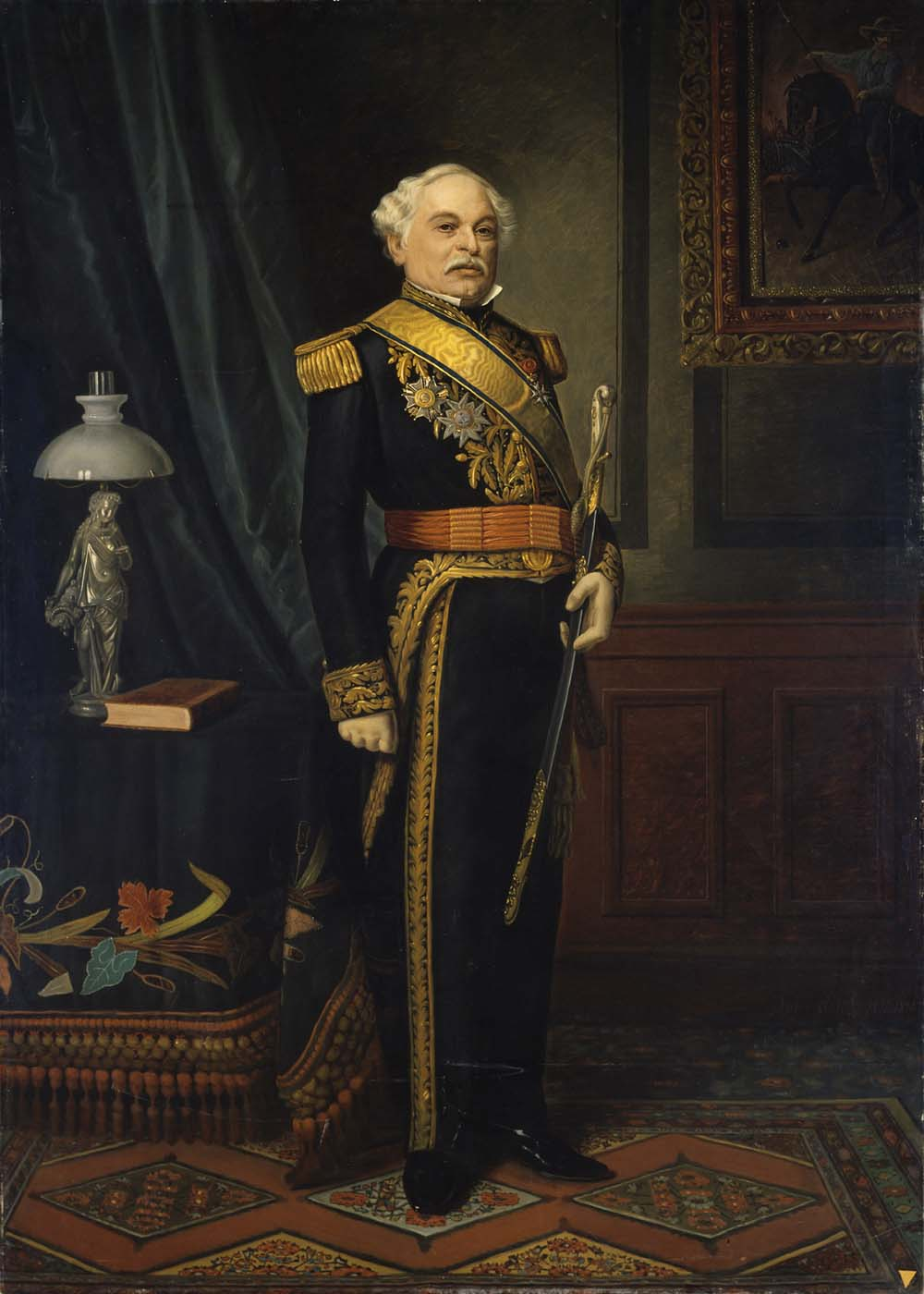
José Antonio Páez
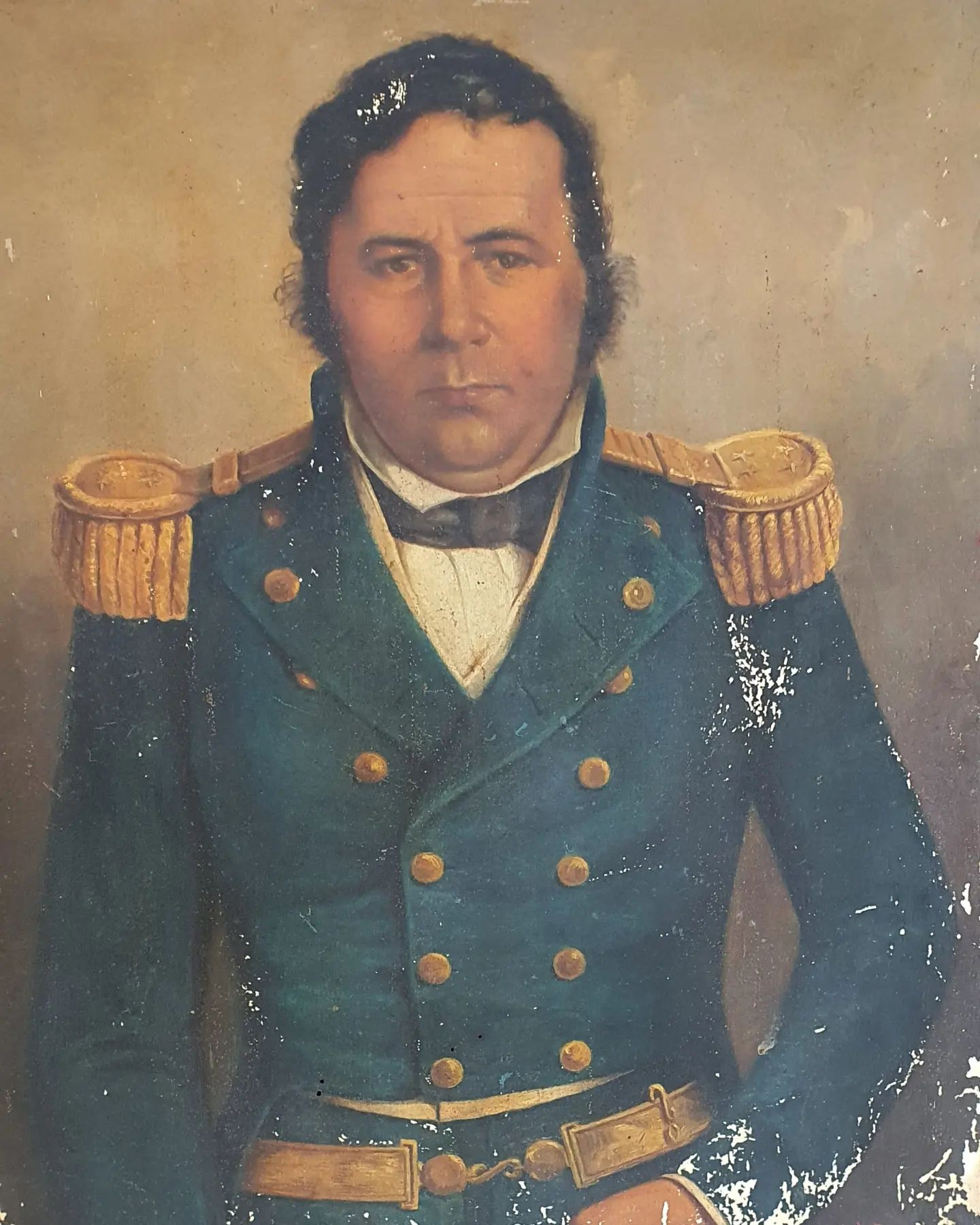
Pedro Santana
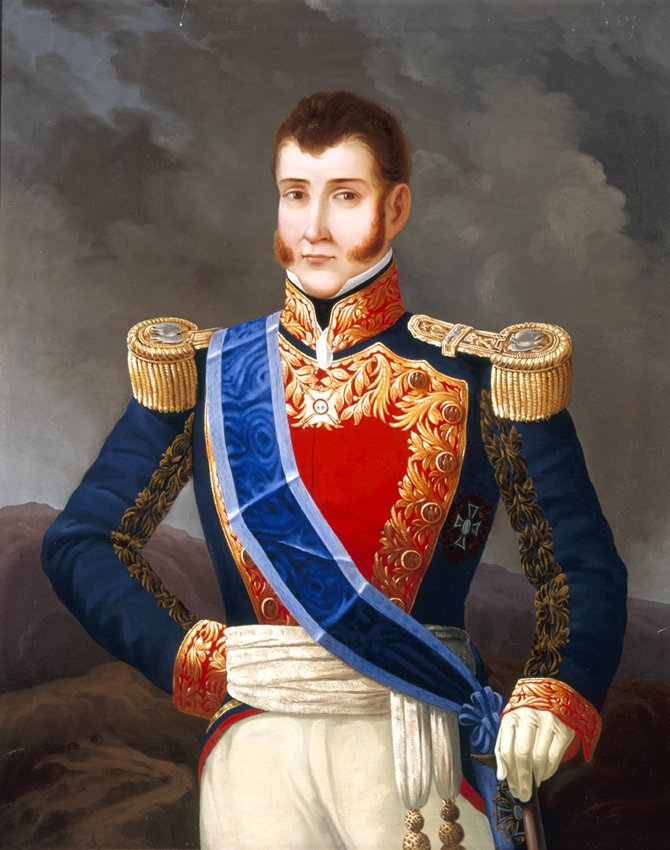
Agustín de Iturbide
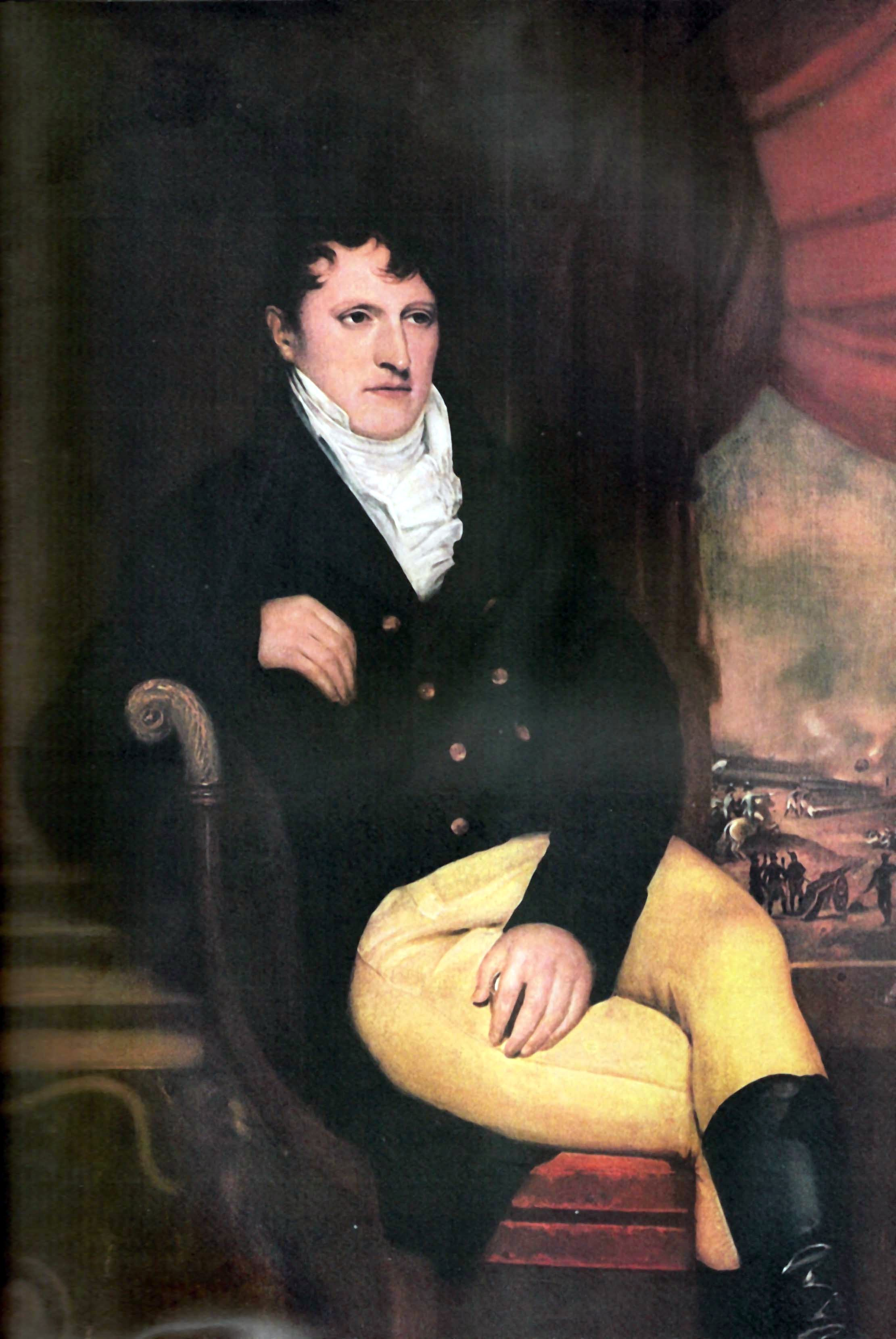
Manuel Belgrano
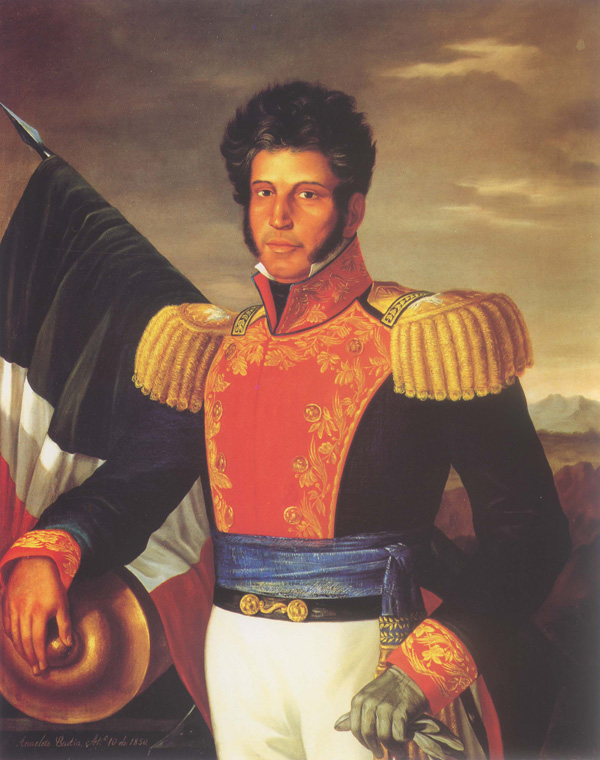
Vicente Guerrero
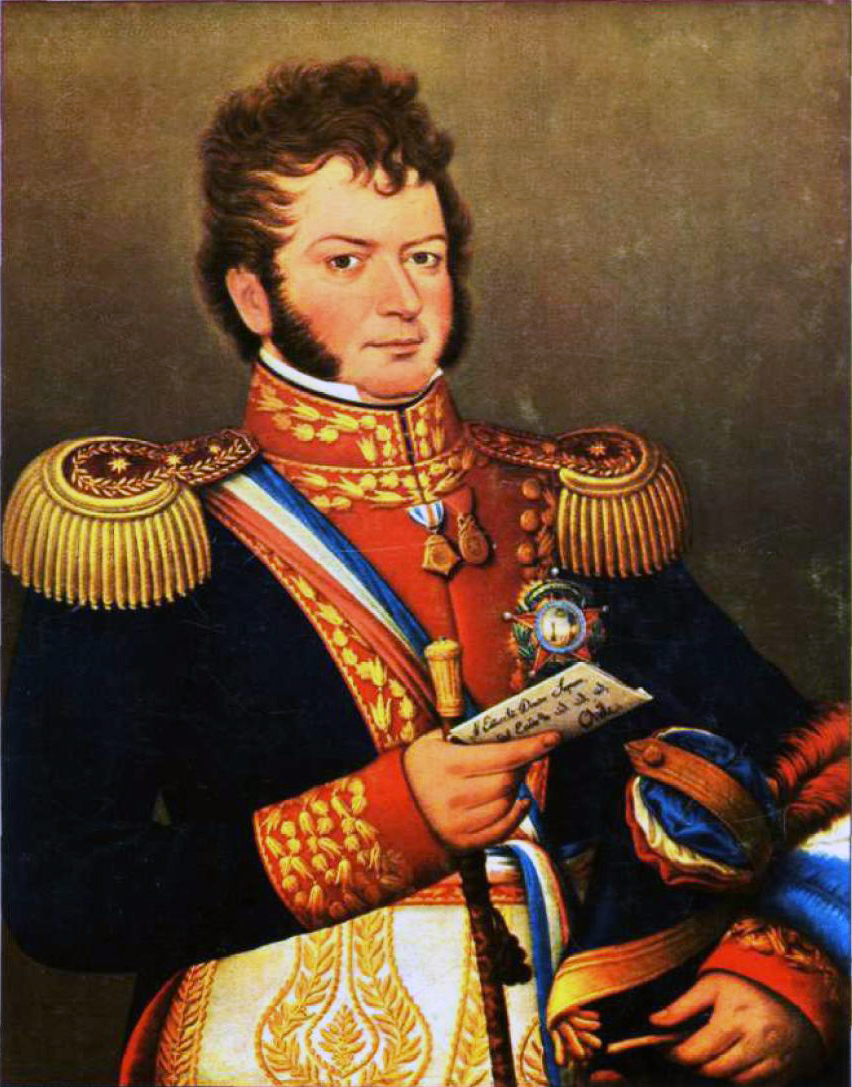
Bernardo O'Higgins
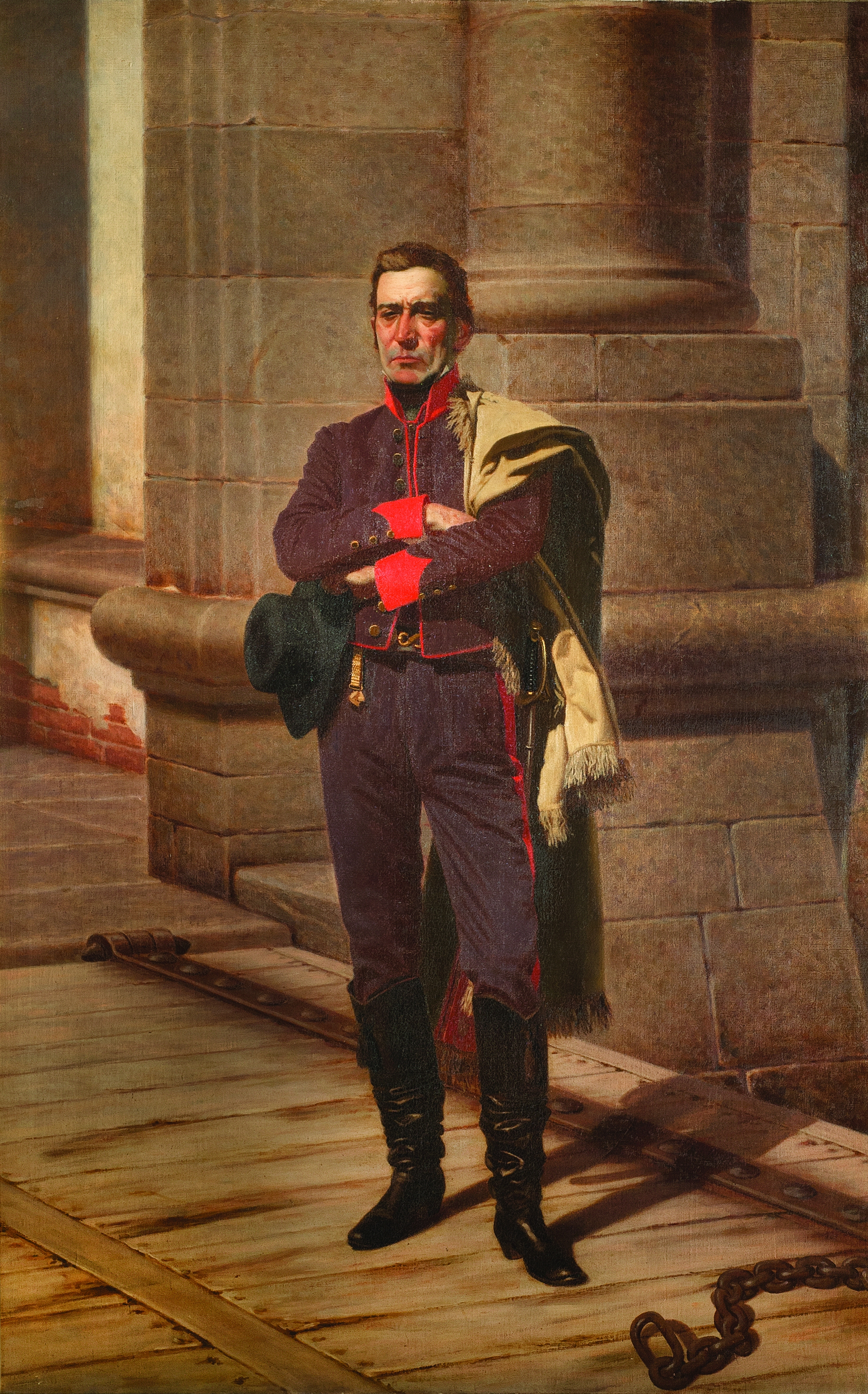
José Gervasio Artigas
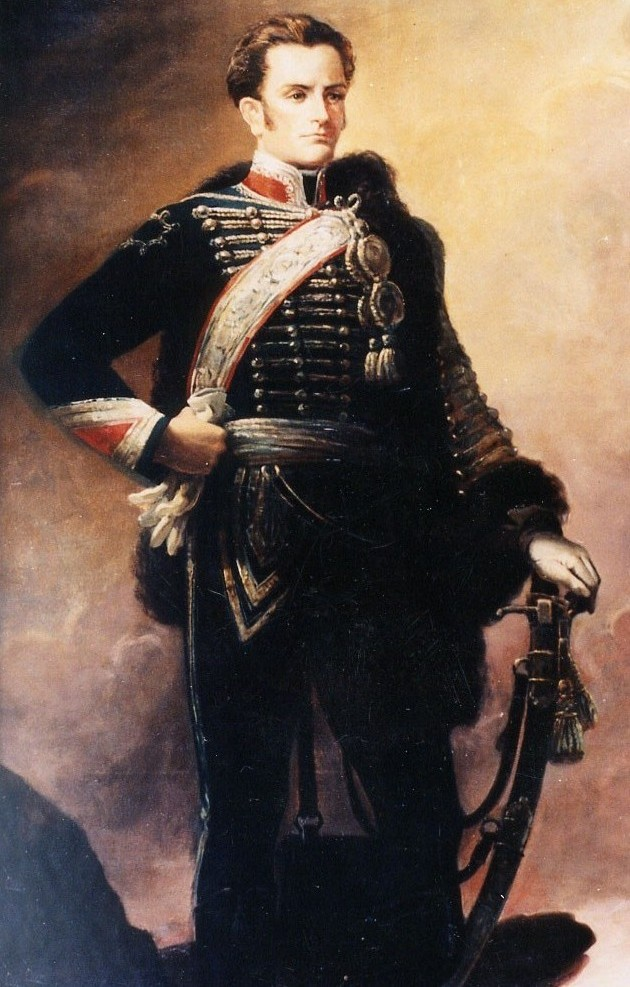
José Miguel Carrera
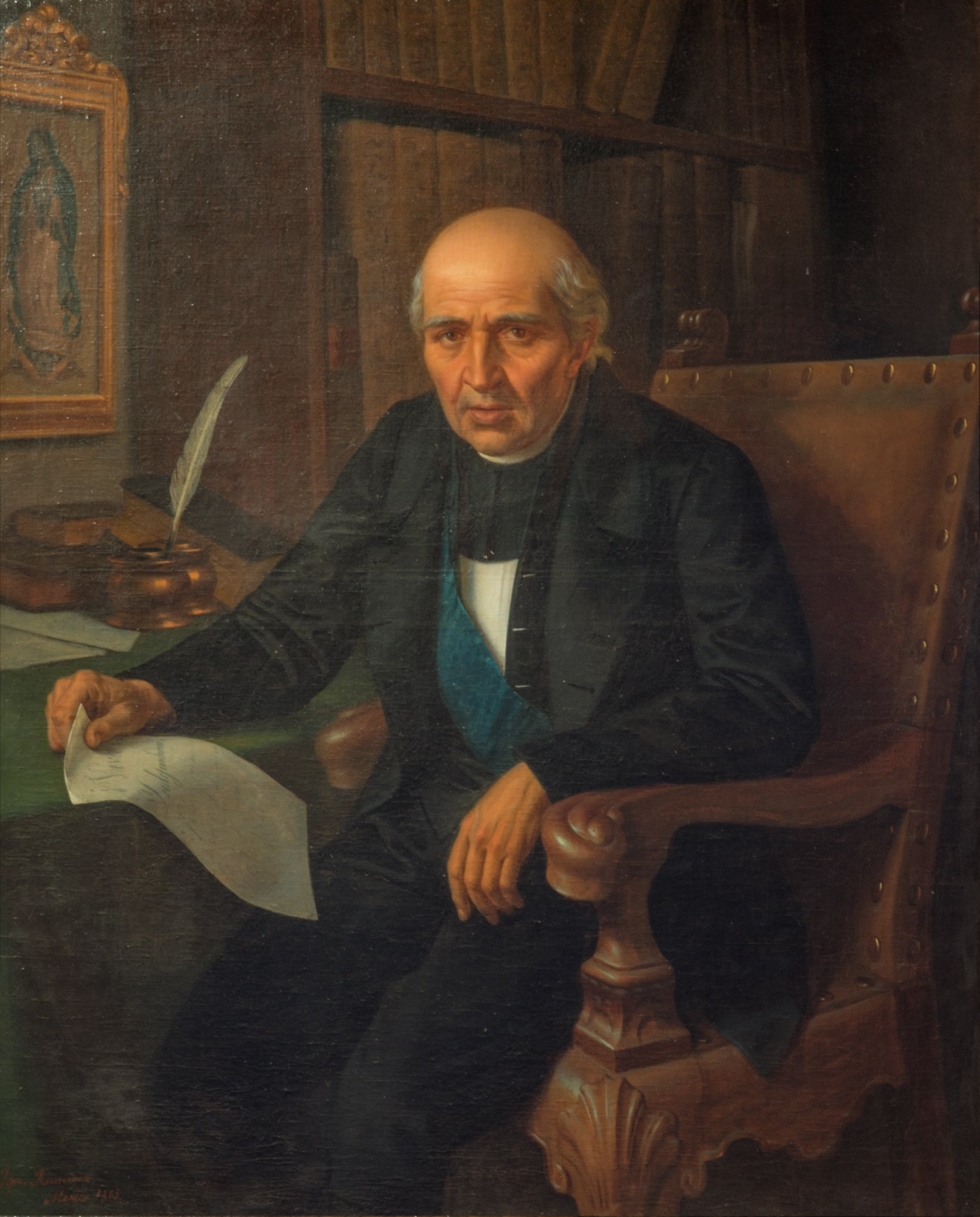
Miguel Hidalgo y Costilla
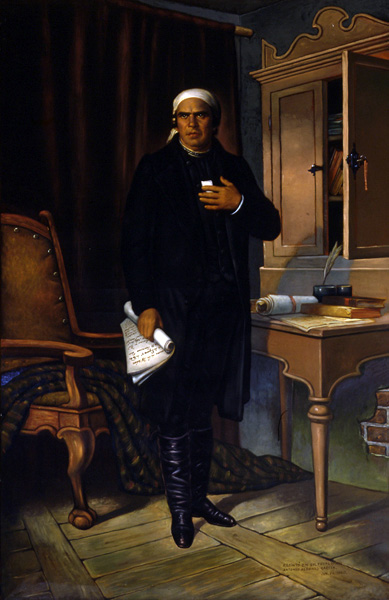
José María Morelos
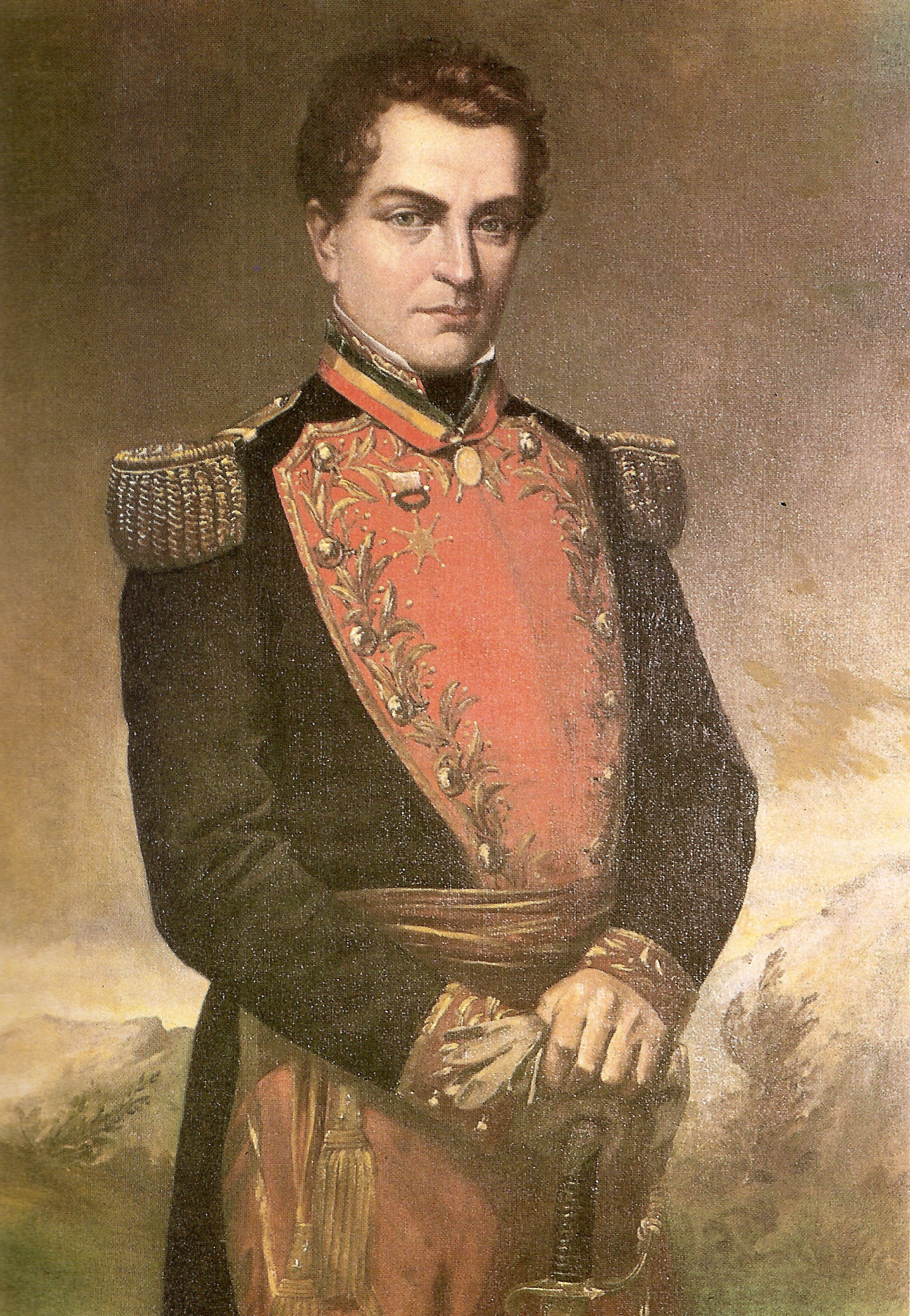
Santiago Mariño
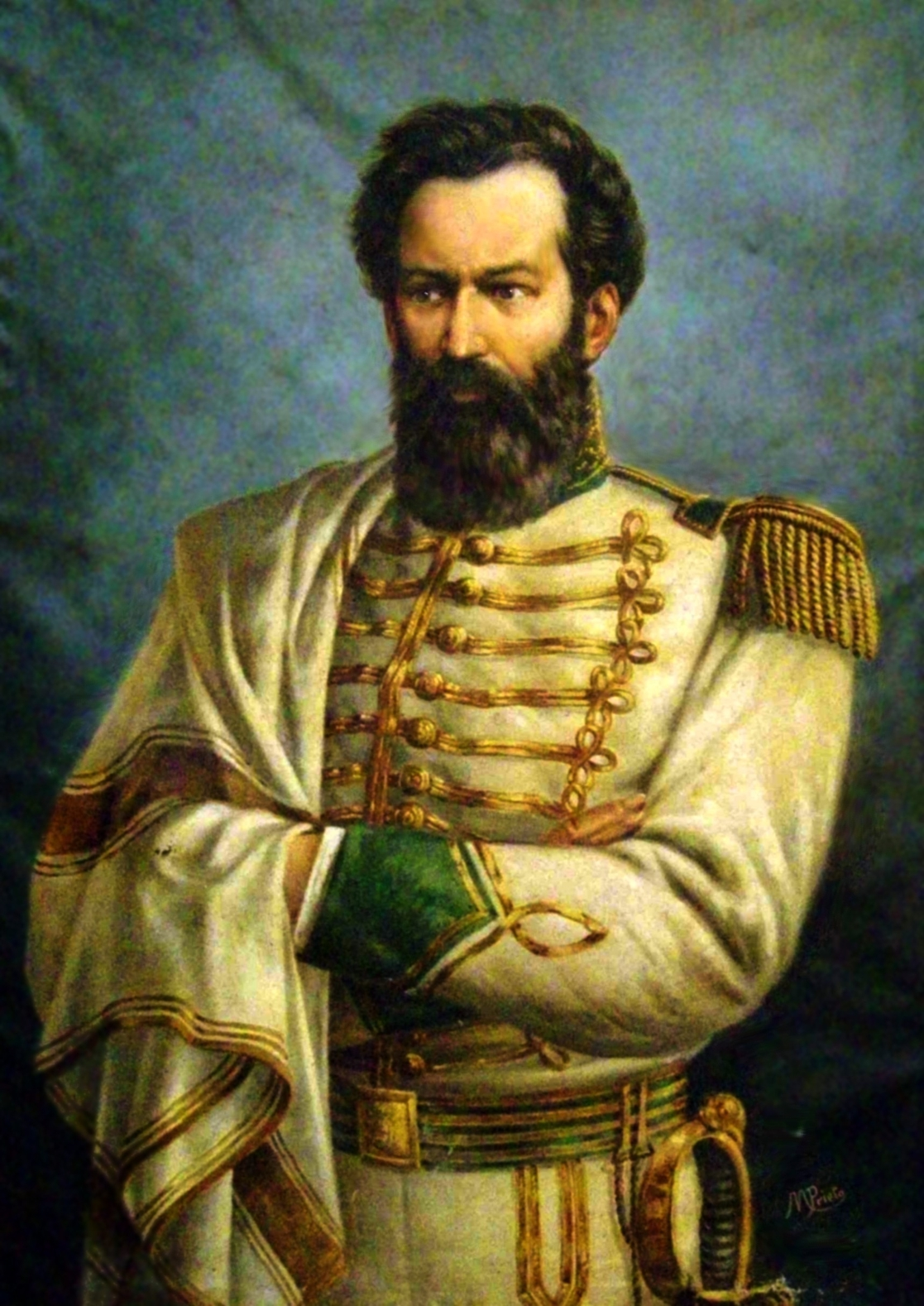
Martín Miguel de Güemes
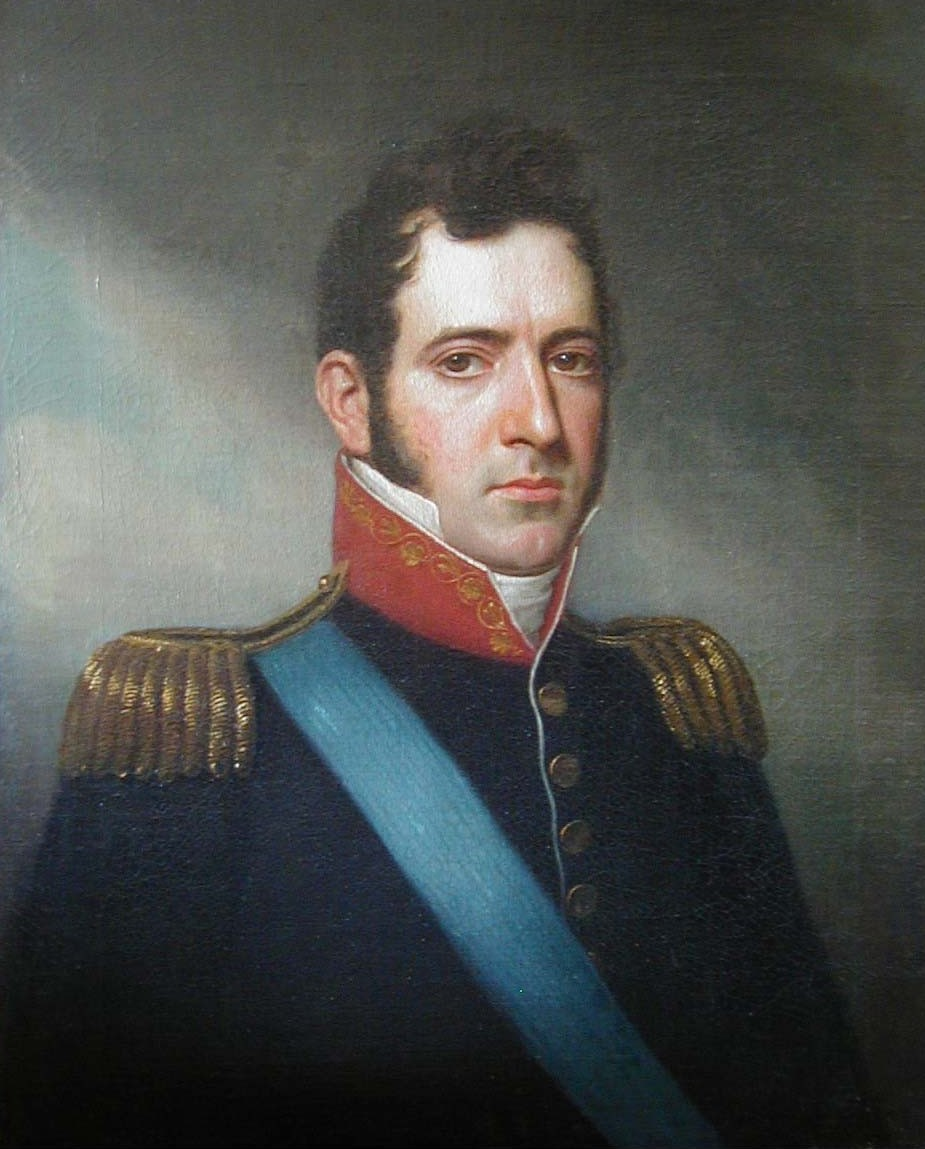
Carlos María de Alvear
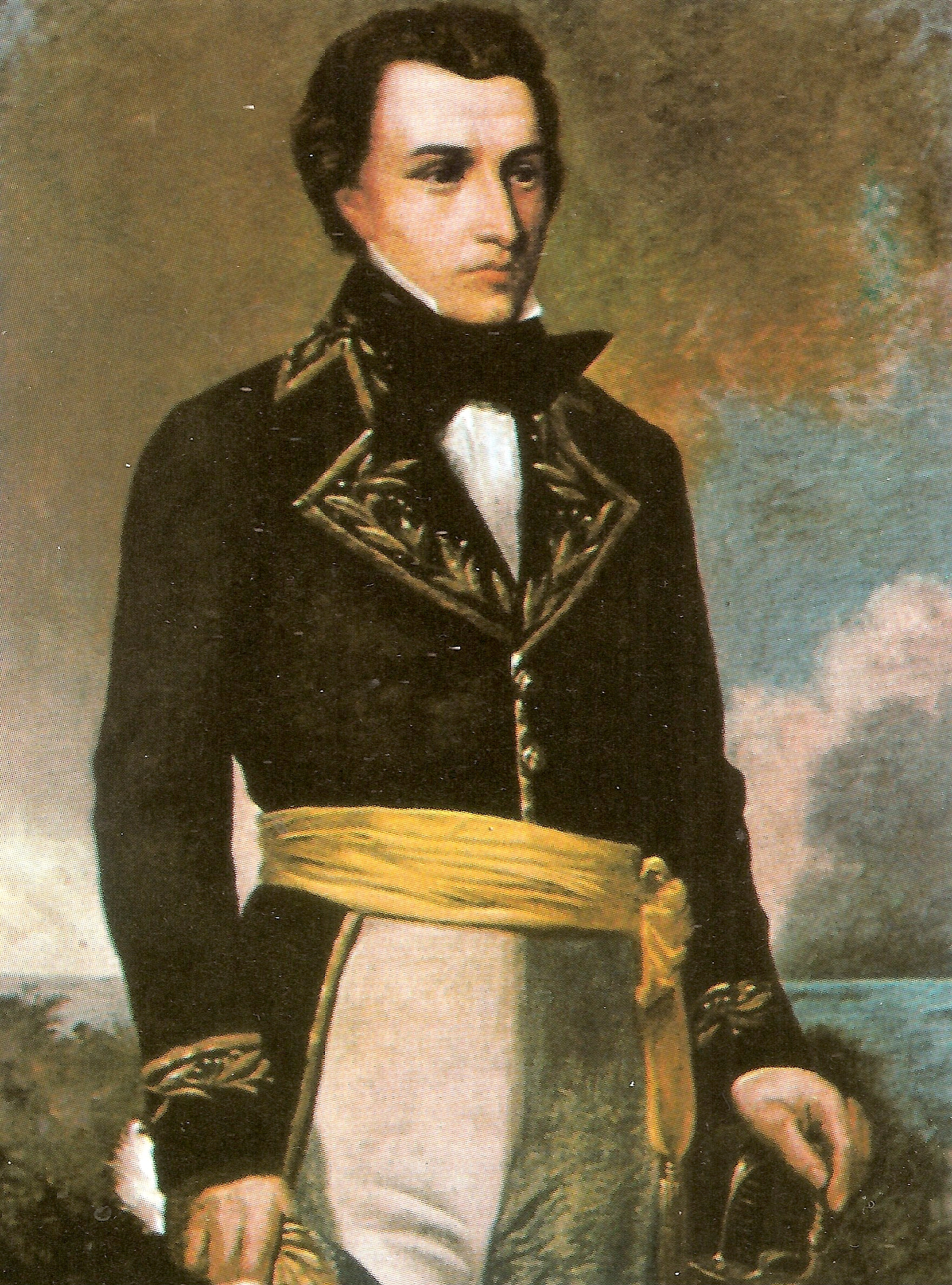
Manuel Piar
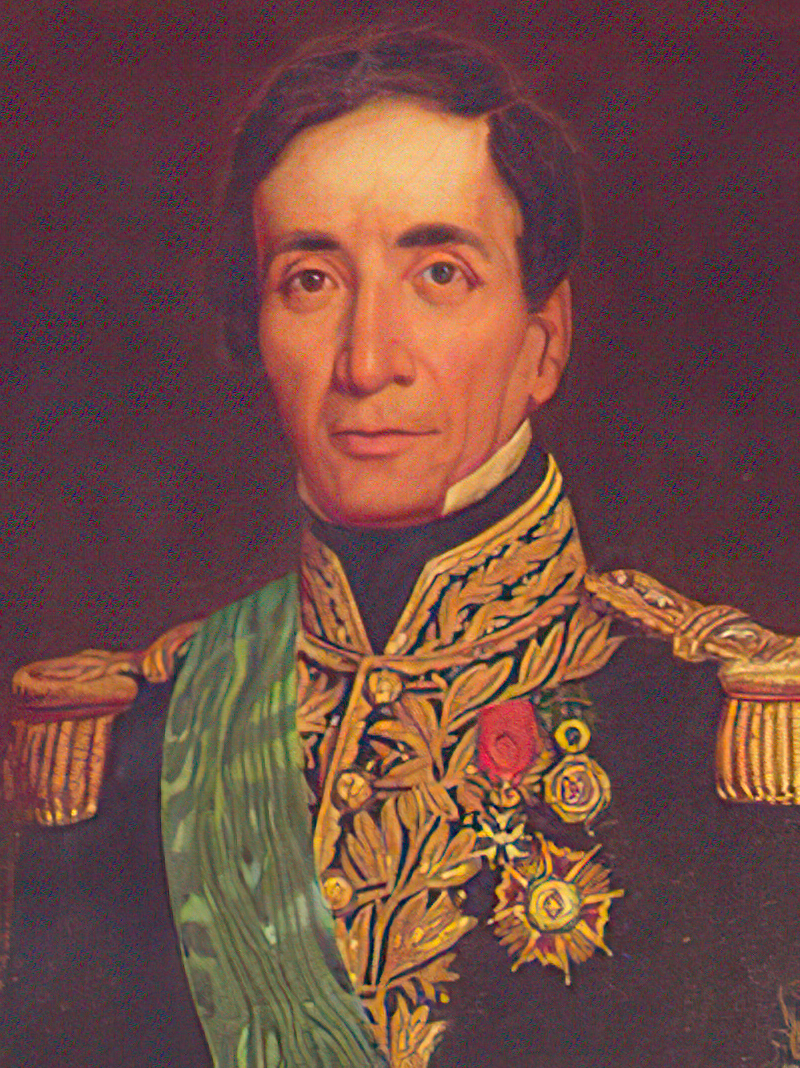
Andrés de Santa Cruz
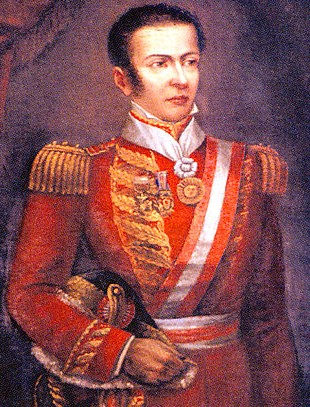
José de la Riva-Agüero
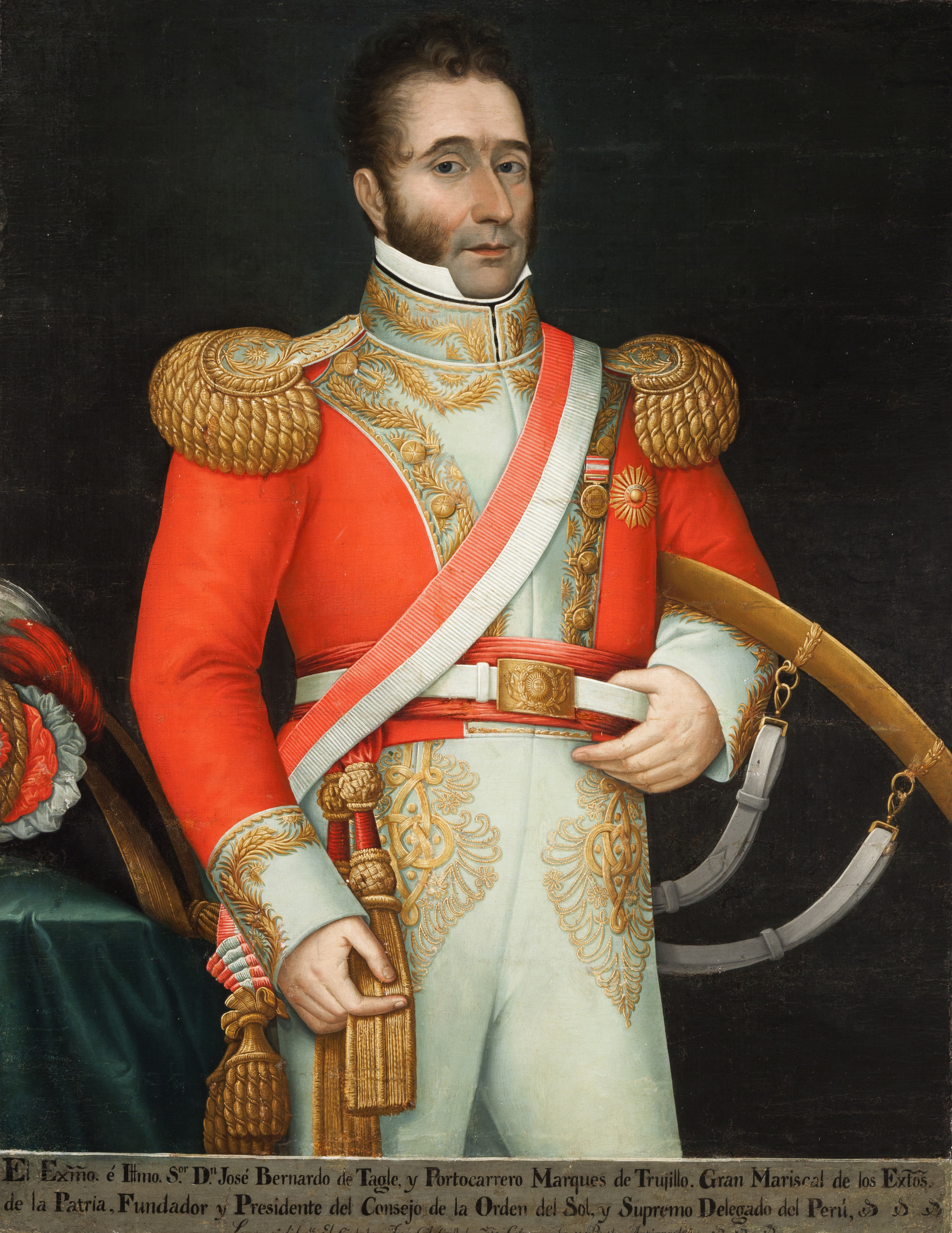
José Bernardo de Tagle
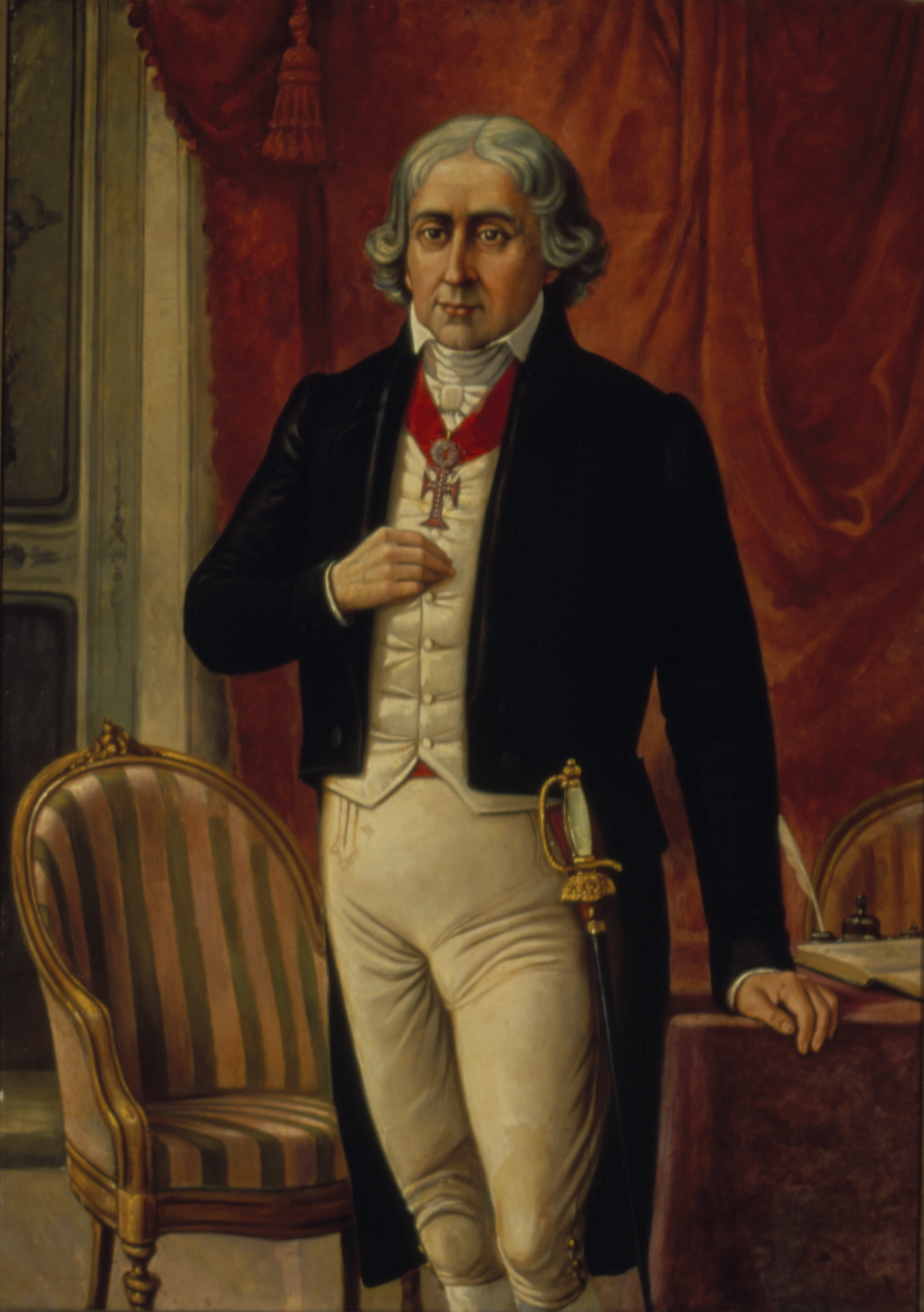
José Bonifácio de Andrada e Silva
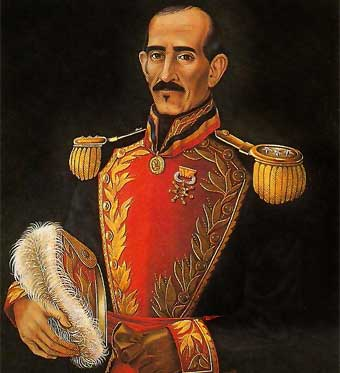
Juan José Flores
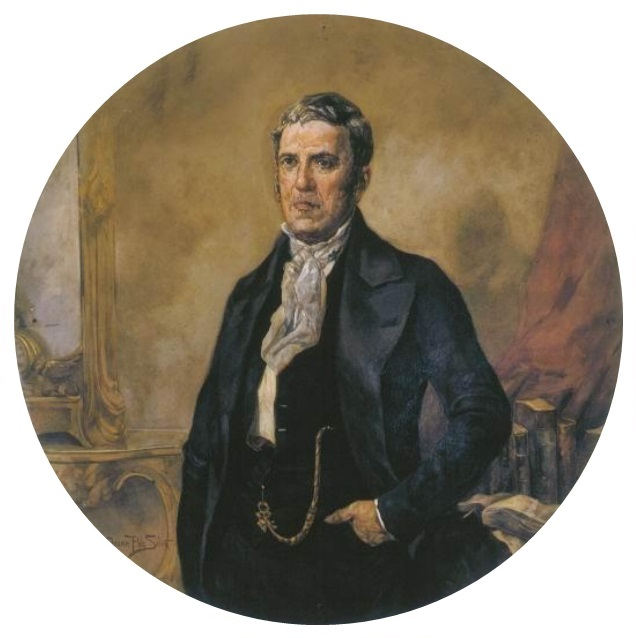
Joaquim Gonçalves Ledo
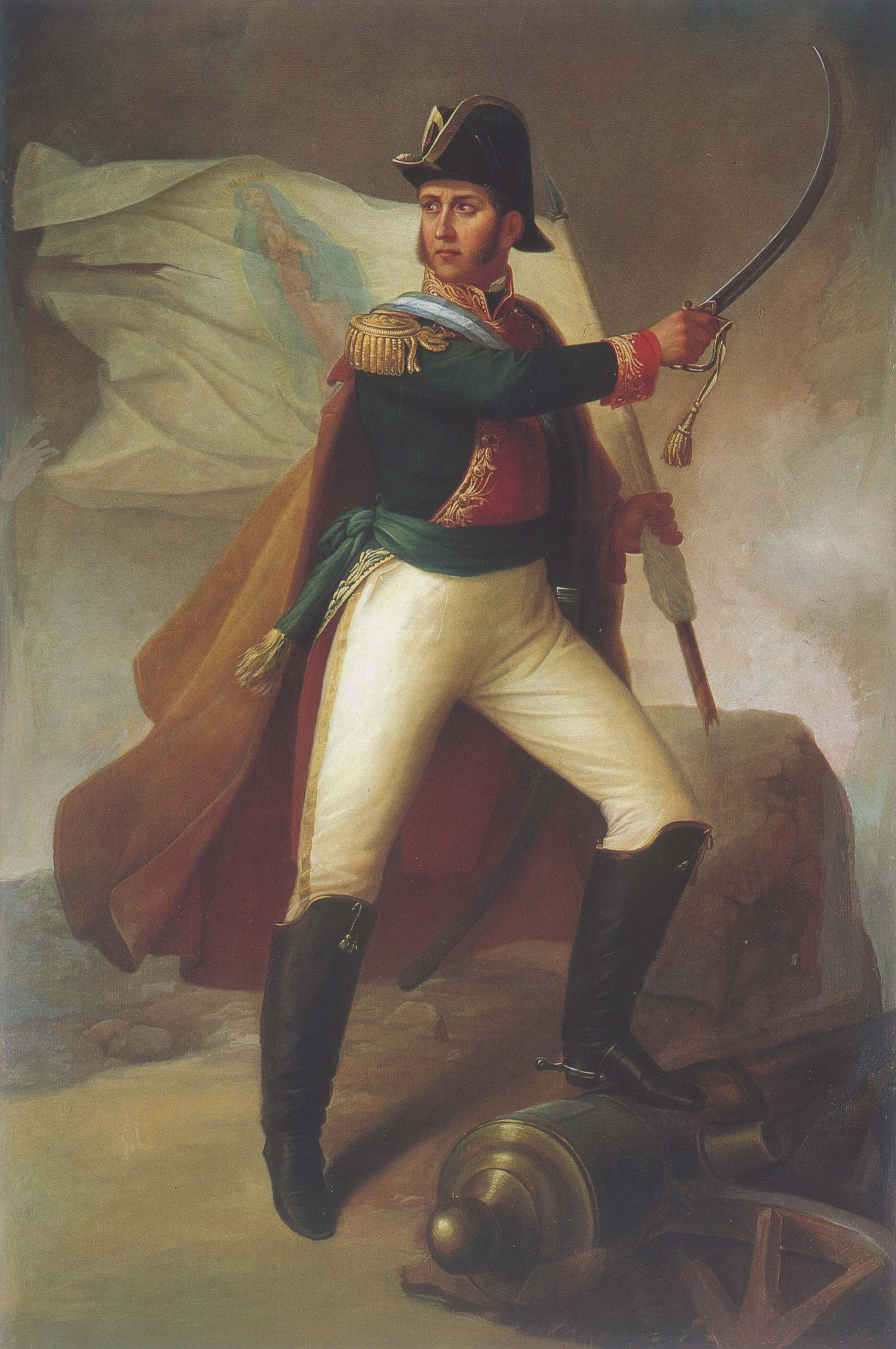
Ignacio Allende
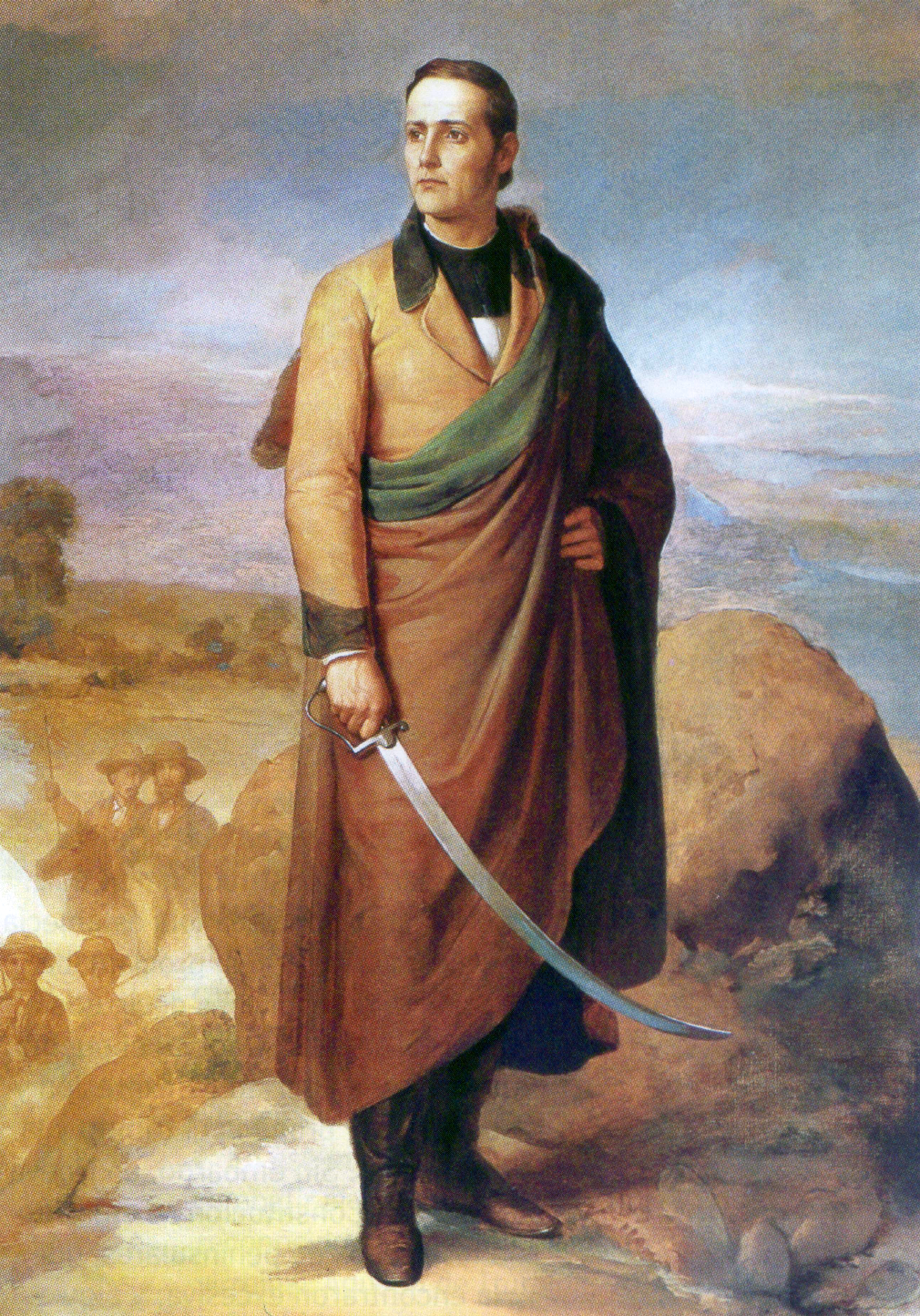
Mariano Matamoros
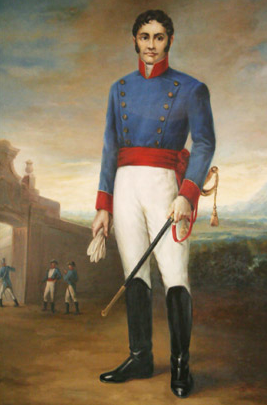
Pedro Juan Caballero
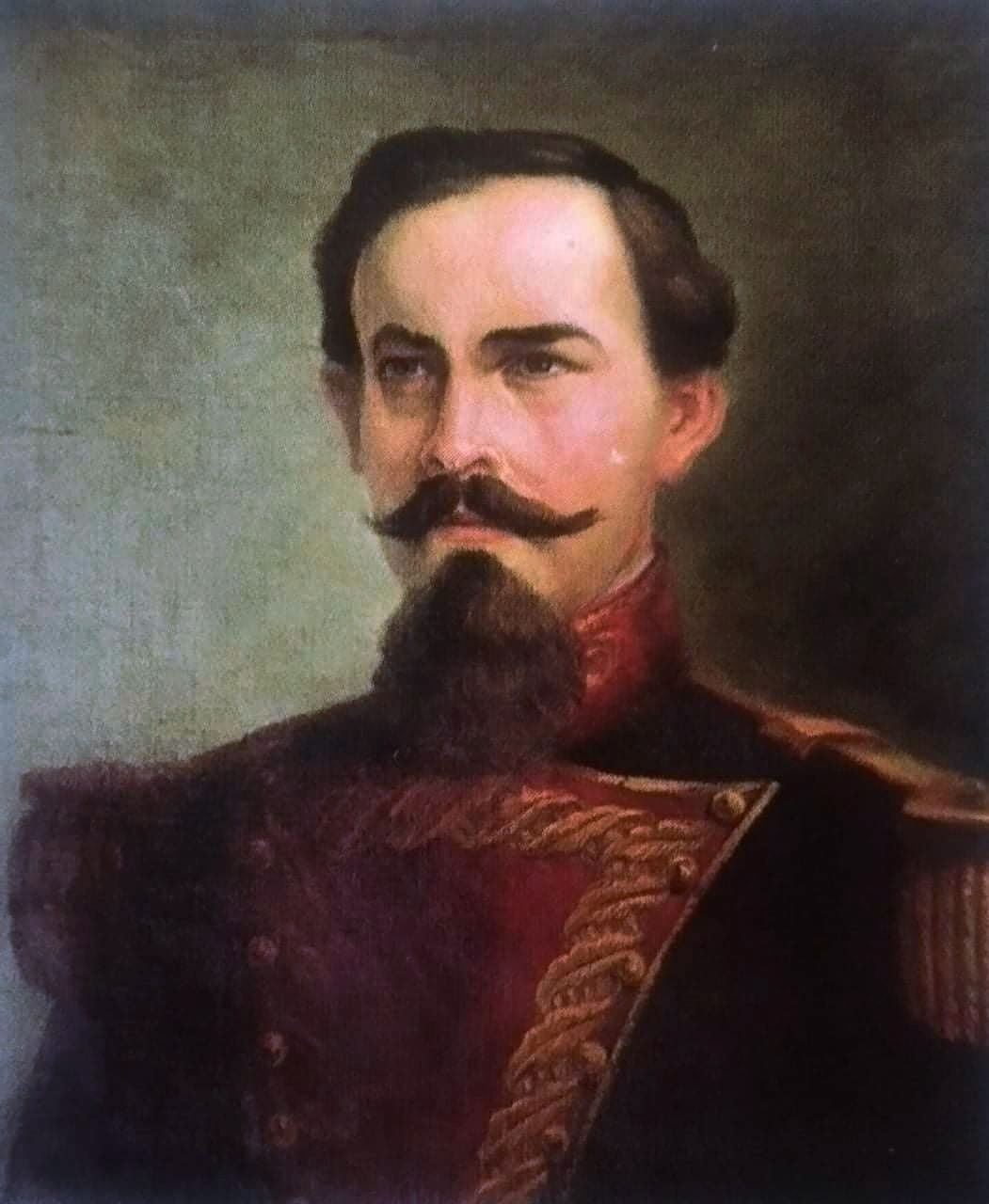
Fulgencio Yegros
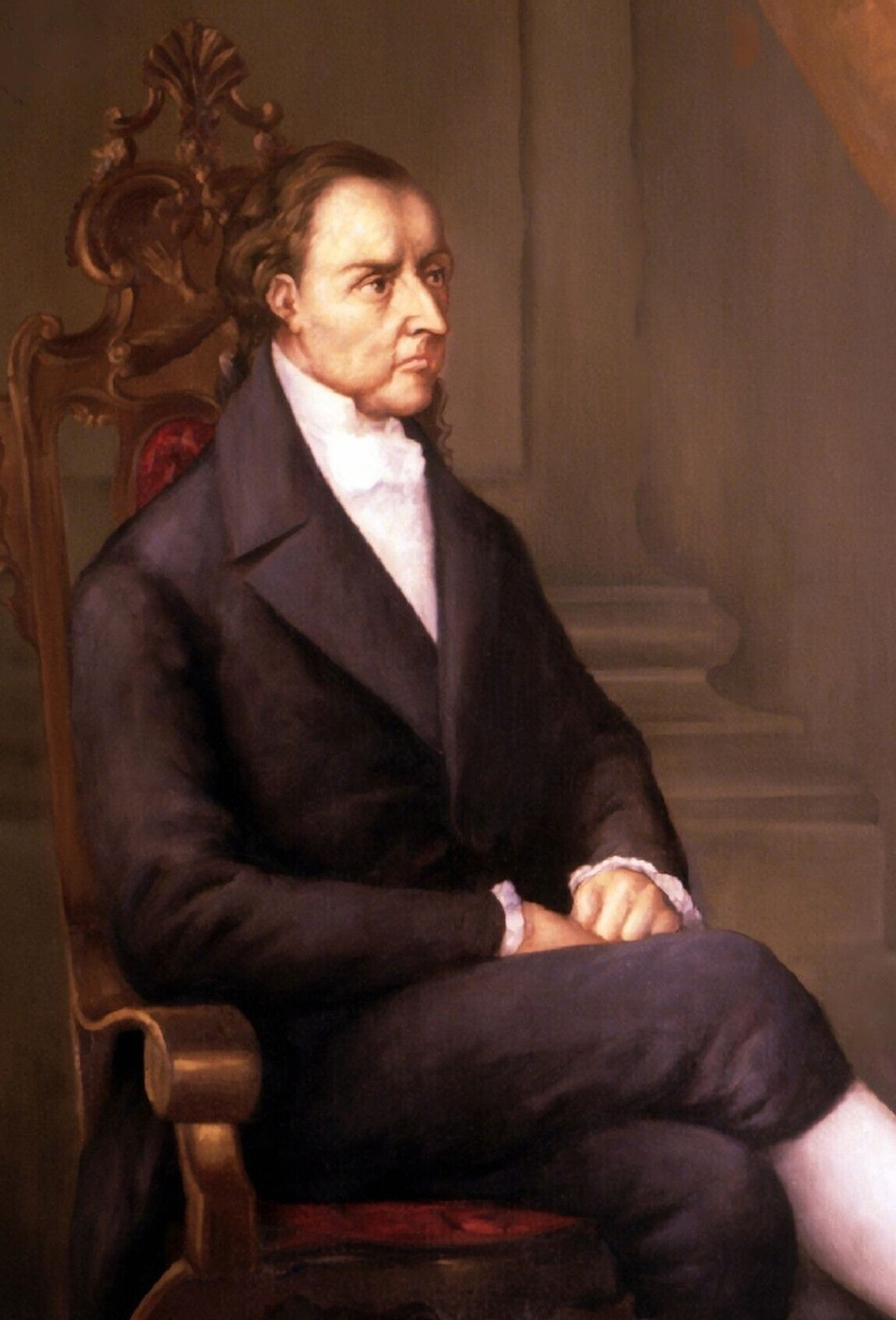
José Gaspar Rodríguez de Francia
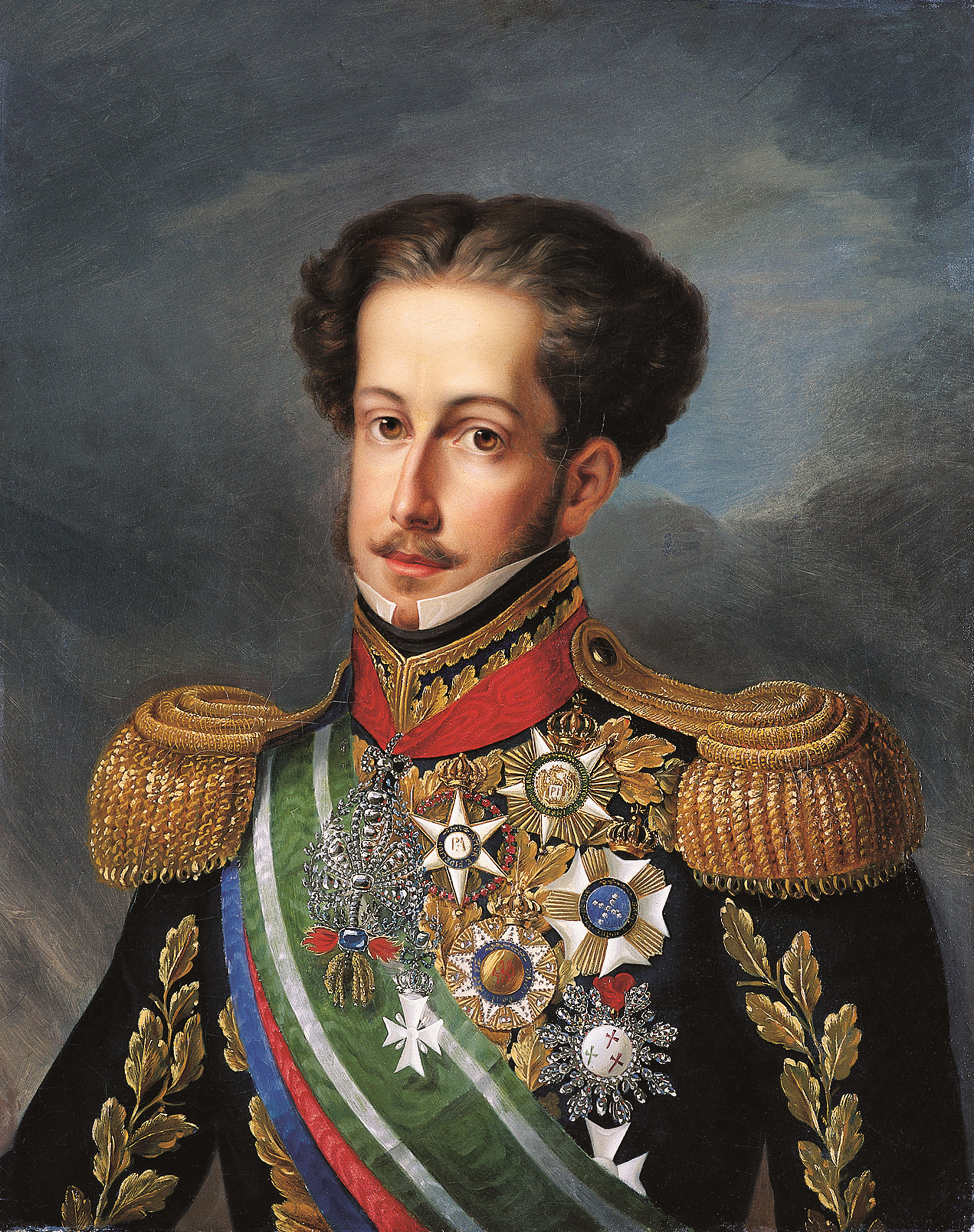
Pedro I de Brasil
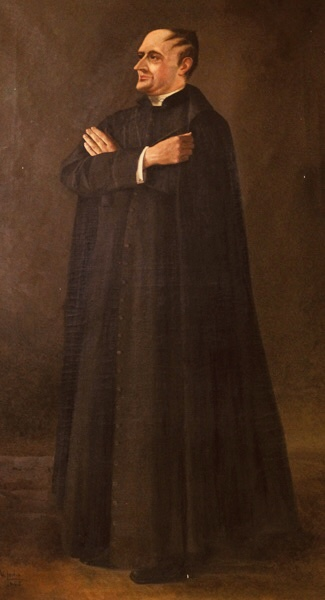
José Matías Delgado

## Ejércitos libertadores
A lo largo de la independencia latinoamericana, distintos ejércitos han recibido la denominación de «libertadores»:
- Ejército Patriota
- Ejército de los Andes
- Ejército del Norte
- Ejército Libertador de La Nueva Granada
- Ejército Libertador del Perú
- Ejército Unido Libertador del Perú
- Ejército Insurgente
- Ejército Trigarante
- Ejército Brasileño
- Ejército Libertador Dominicano
- Ejército Libertador de Cuba (mambí)

## Impacto cultural

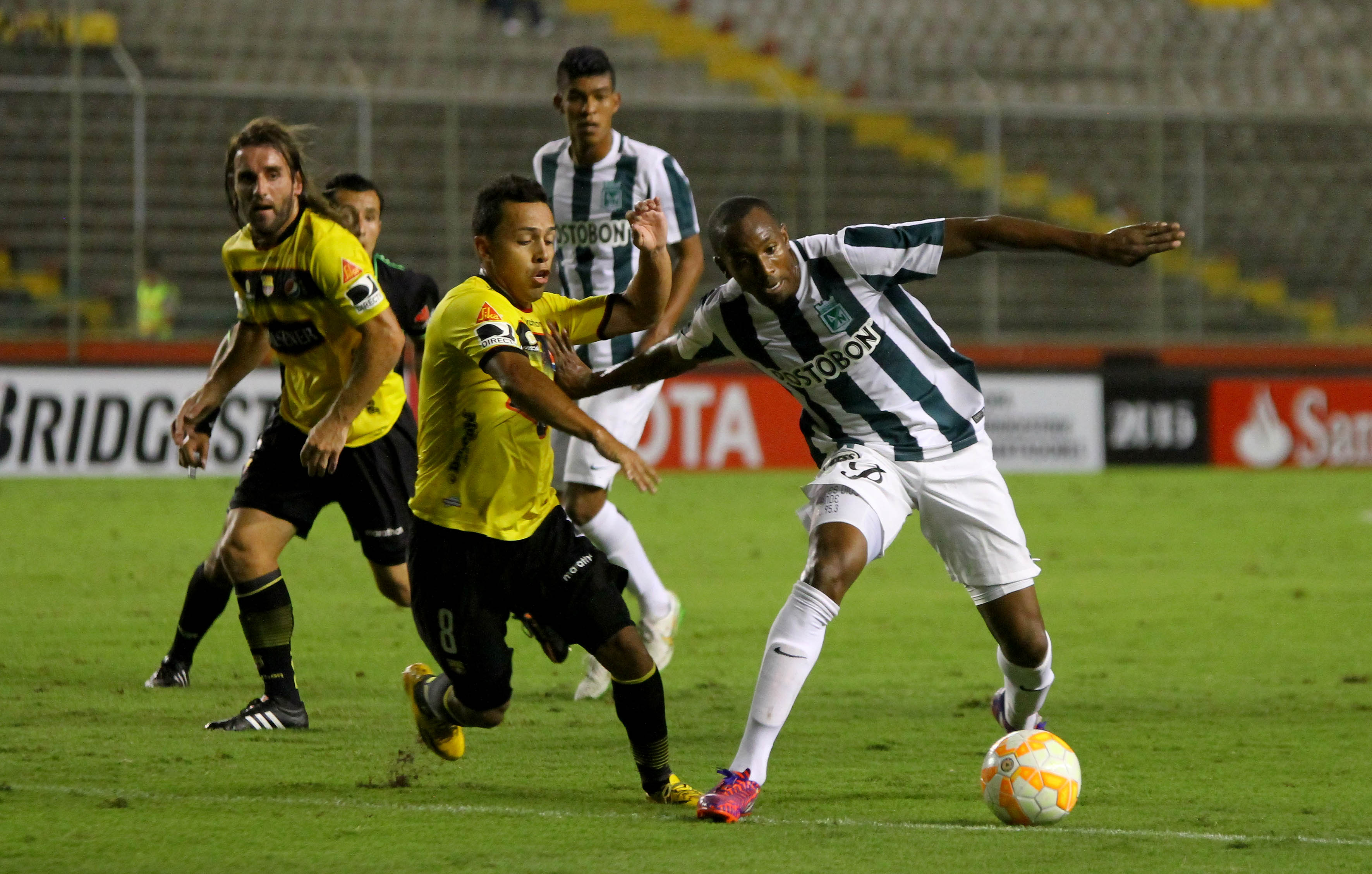
Copa «Libertadores».

La denominación «Libertador» y «Libertadores» es usual en América Latina para ciudades, calles, instituciones y eventos.
El más prestigioso torneo de clubes de fútbol de Sudamérica fue llamada Copa Libertadores (actual Conmebol Libertadores), según la Confederación Sudamericana de Fútbol «en homenaje a los héroes que cimentaron la creación de las naciones sudamericanas». En dicha competición participan los mejores clubes de los campeonatos locales de América del Sur, y durante 1998 a 2016 participaron también equipos de la Liga MX de México.